# Serrières (Ardèche)
Pour les articles homonymes, voir Serrières.
Serrières est une commune française, située dans le département de l'Ardèche en région Auvergne-Rhône-Alpes.

## Géographie

### Situation et description
La commune s'étend sur une surface modeste de 4 km2. Ce territoire se situe essentiellement en bordure du Rhône. Mais il remonte aussi autour du ruisseau de Moure, au-dessus du quartier de Saint-Sornin. Le bourg s'est surtout développé par rapport au Rhône, à proximité du lieu de traversée et du port.

### Communes limitrophes
Serrières est limitrophe de six communes, dont cinq situées dans le département de l'Ardèche et une dans le département de l'Isère. Elles sont réparties géographiquement de la manière suivante :

### Climat
Pour des articles plus généraux, voir Climat d'Auvergne-Rhône-Alpes et Climat de l'Ardèche.
En 2010, le climat de la commune est de type climat du Bassin du Sud-Ouest, selon une étude du CNRS s'appuyant sur une série de données couvrant la période 1971-2000. En 2020, Météo-France publie une typologie des climats de la France métropolitaine dans laquelle la commune est dans une zone de transition entre le climat de montagne et le climat méditerranéen et est dans une zone de transition entre les régions climatiques « Moyenne vallée du Rhône » et « Sud-est du Massif Central ». 
Pour la période 1971-2000, la température annuelle moyenne est de 12,6 °C, avec une amplitude thermique annuelle de 17,8 °C. Le cumul annuel moyen de précipitations est de 774 mm, avec 7,8 jours de précipitations en janvier et 5,9 jours en juillet. Pour la période 1991-2020, la température moyenne annuelle observée sur la station météorologique de Météo-France la plus proche, sur la commune de Sablons à 1 km à vol d'oiseau, est de 13,3 °C et le cumul annuel moyen de précipitations est de 805,2 mm,. Pour l'avenir, les paramètres climatiques de la commune estimés pour 2050 selon différents scénarios d'émission de gaz à effet de serre sont consultables sur un site dédié publié par Météo-France en novembre 2022.

### Hydrographie
Le territoire communal de Serrières est bordé dans sa partie orientale par le Rhône.

### Voies de communication

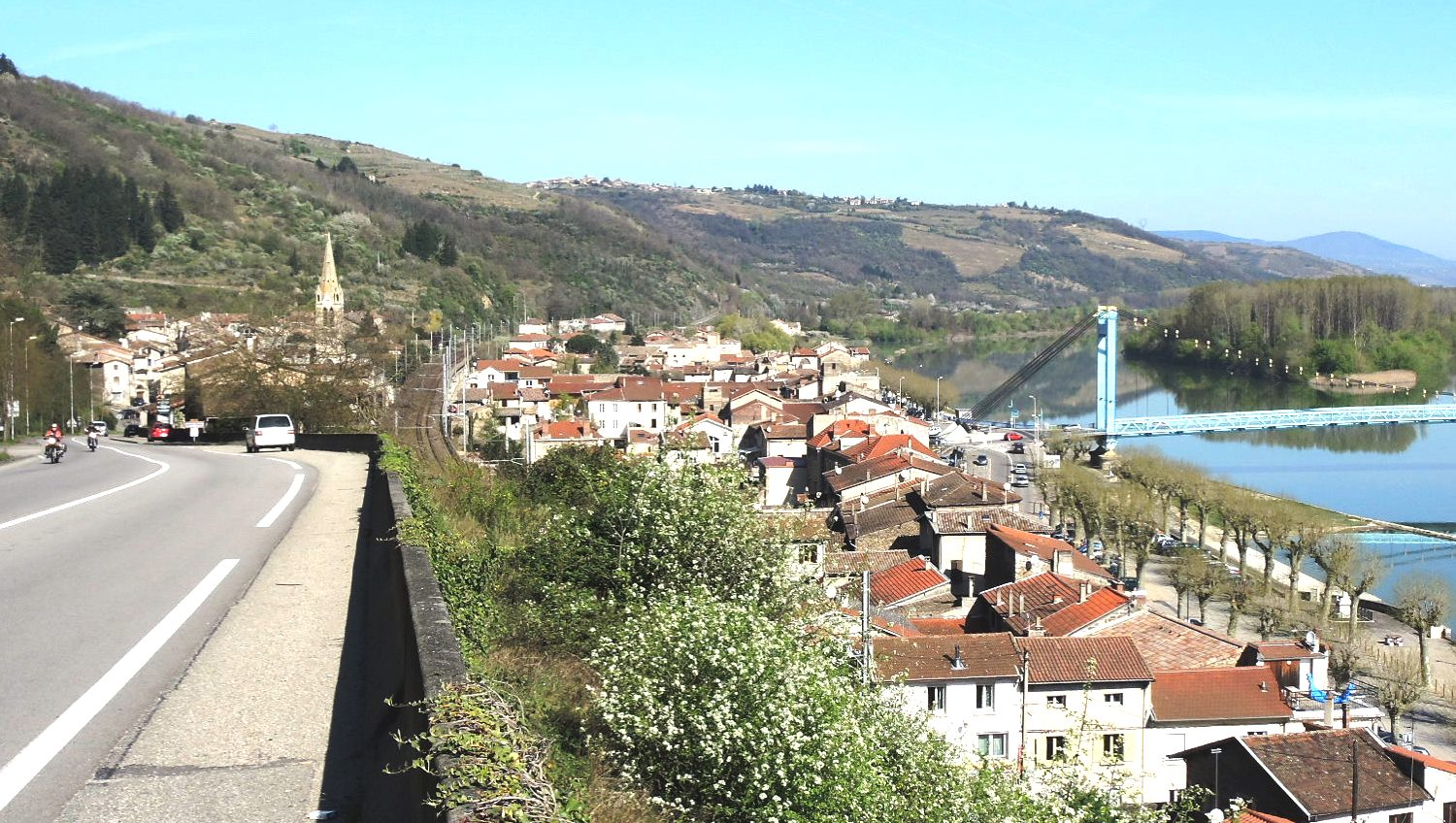
Un village en situation « resserrée » au débouché d'un pont et traversé par une voie ferrée.

Dans le sens nord-sud, Serrières est situé sur le passage de l'ex nationale 86 et de la voie ferrée rive droite du Rhône, qui traverse le cœur du village. Situé au bord du Rhône à un passage resserré, le bourg a bénéficié de sa situation de lieu de traversée pratique : par bac à traille depuis au moins le XIVe siècle, par pont suspendu à partir de 1828.
Un accès principal au plateau d'Annonay a ensuite été logiquement aménagé. La proximité de l'échangeur autoroutier de Chanas a fait de Serrières la principale porte nord de l'Ardèche. Le village subit en contrepartie l'augmentation moderne du trafic automobile. Ainsi le pont, aux heures de pointe, n'arrive plus à absorber les flots de circulation qui s'y entassent des deux côtés. Le trafic journalier y a atteint les 18 000 véhicules par jour. Ainsi, l'étude d'un pont supplémentaire a démarré en 2015 dans le cadre d'un contrat État/Région.

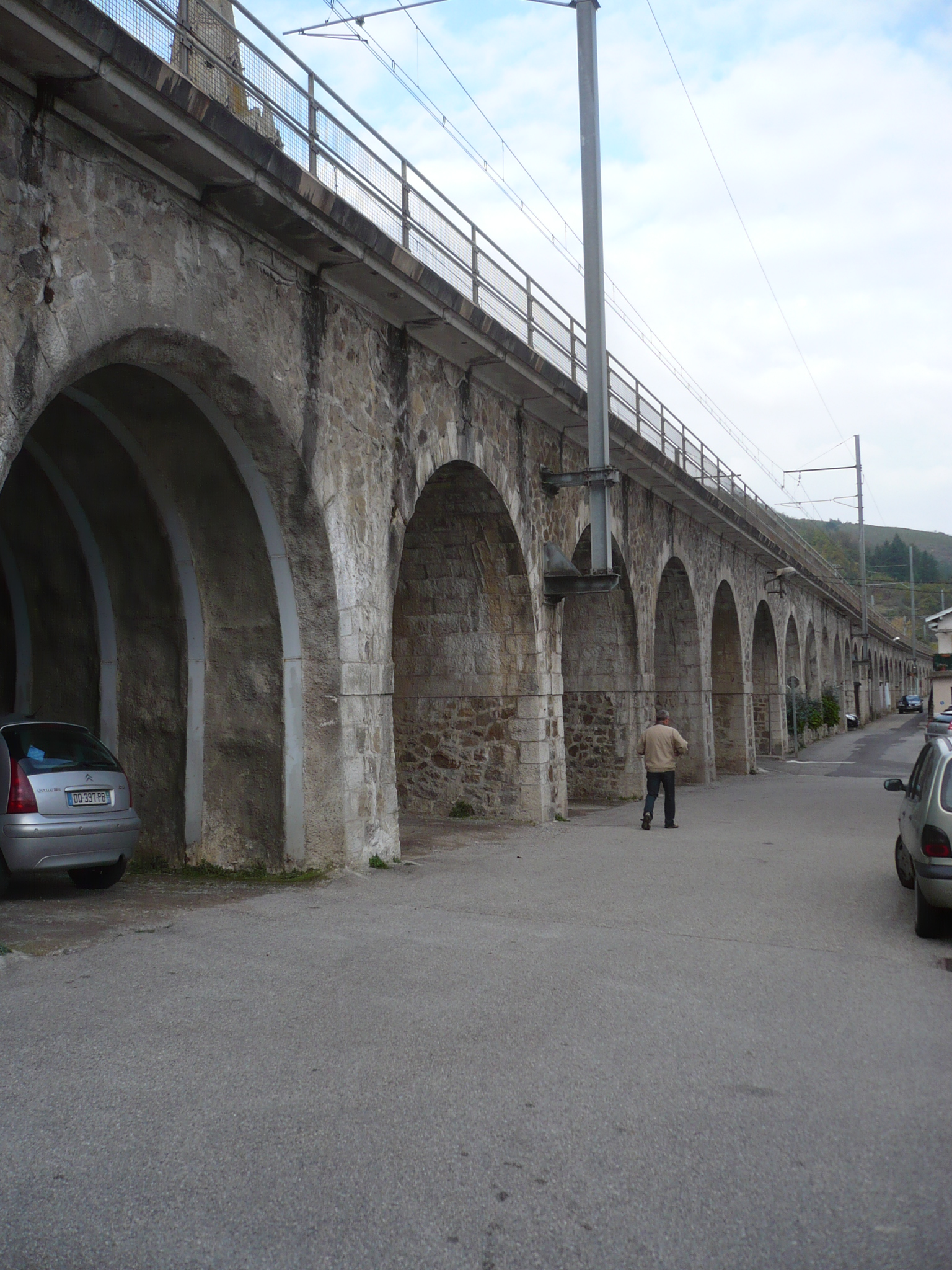
La voie ferrée a été construite au milieu du vieux village.

La voie ferrée est uniquement affectée au transport de marchandises. La densité du trafic a suivi la baisse continuelle du transport ferroviaire. Mais le trafic restant est loin d'être négligeable et des projets font craindre aux riverains une augmentation notable. D'autant qu'à Serrières, la voie ferrée passe au milieu des maisons du village.

## Urbanisme

### Typologie
Au 1er janvier 2024, Serrières est catégorisée bourg rural, selon la nouvelle grille communale de densité à 7 niveaux définie par l'Insee en 2022.
Elle appartient à l'unité urbaine de Sablons, une agglomération inter-départementale dont elle est une commune de la banlieue,. Par ailleurs la commune fait partie de l'aire d'attraction de Roussillon, dont elle est une commune de la couronne,. Cette aire, qui regroupe 27 communes, est catégorisée dans les aires de 50 000 à moins de 200 000 habitants,.

### Occupation des sols
L'occupation des sols de la commune, telle qu'elle ressort de la base de données européenne d’occupation biophysique des sols Corine Land Cover (CLC), est marquée par l'importance des forêts et milieux semi-naturels (50,4 % en 2018), en diminution par rapport à 1990 (51,8 %). La répartition détaillée en 2018 est la suivante : 
forêts (42,6 %), cultures permanentes (17,1 %), zones urbanisées (10,8 %), terres arables (8,5 %), milieux à végétation arbustive et/ou herbacée (7,7 %), eaux continentales (7,4 %), zones agricoles hétérogènes (5,8 %).
L'évolution de l’occupation des sols de la commune et de ses infrastructures peut être observée sur les différentes représentations cartographiques du territoire : la carte de Cassini (XVIIIe siècle), la carte d'état-major (1820-1866) et les cartes ou photos aériennes de l'IGN pour la période actuelle (1950 à aujourd'hui).

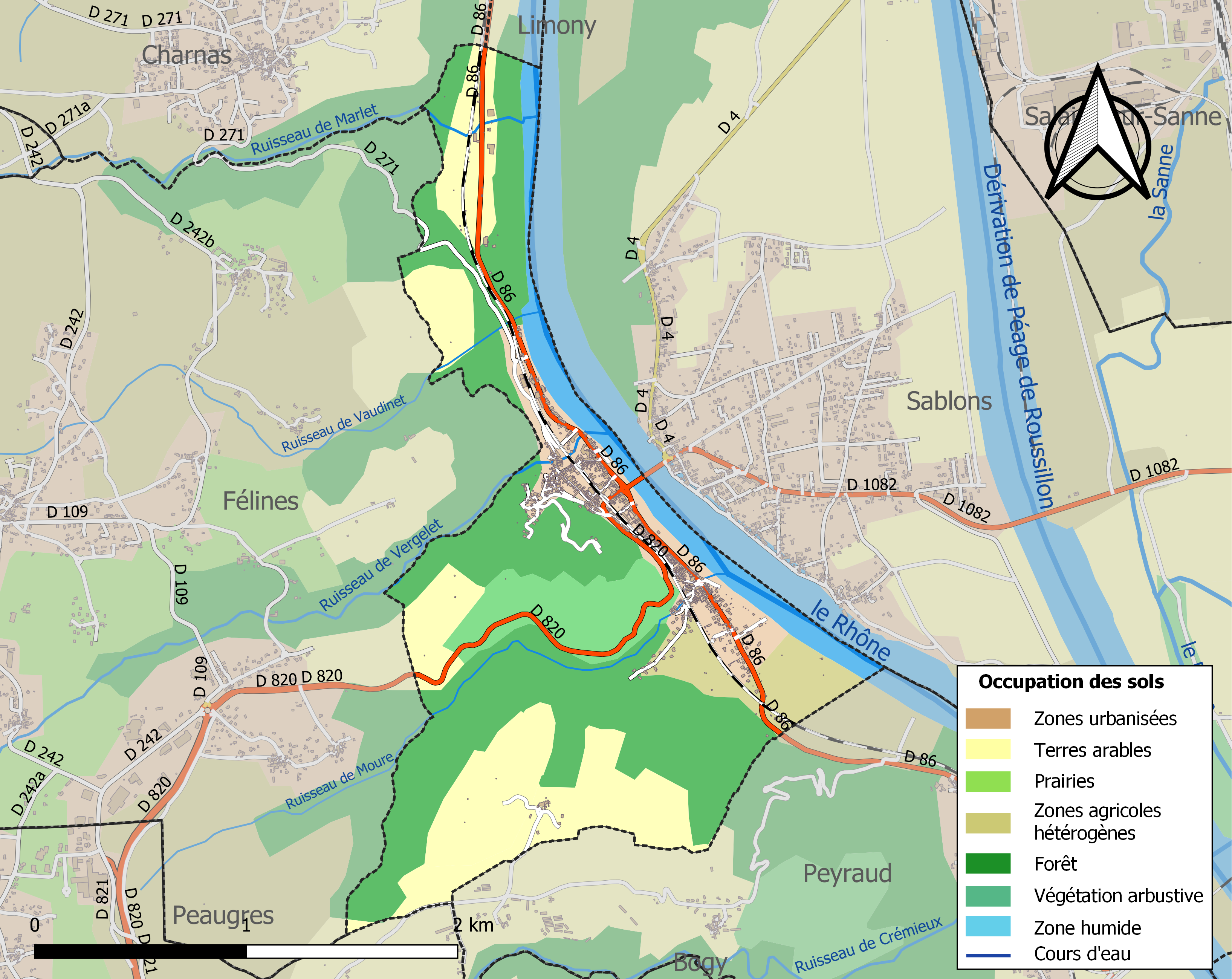
Carte des infrastructures et de l'occupation des sols de la commune en 2018 (CLC).

### Risques naturels

#### Risques sismiques
L'ensemble du territoire de la commune de Serrières est situé en zone de sismicité no 3 (sur une échelle de 1 à 5), comme la plupart des communes situées dans la vallée du Rhône, mais non loin de la limite orientale de la zone no 2 qui correspond au plateau ardéchois.
| Type de zone | Niveau            | Définitions (bâtiment à risque normal) |
| ------------ | ----------------- | -------------------------------------- |
| Zone 3       | Sismicité modérée | accélération = 1,1 m/s2                |

## Toponymie
Le nom de Serrières vient de « Castrum Sarreriae », de Castrum en latin qui désigne généralement une petite ville fortifiée, et « Sarreriae » (ou « Sarerie ») qui signifie « resserré », ce qui correspond bien a la situation de la commune, entre fleuve et colline.
Pour le quartier de Saint-Sornin, il s'agit d'une déformation de Saturnin.

## Histoire

### Époque pré-romaine et gallo-romaine
Antérieurement à la conquête romaine menée par Jules César, le Vivarais était peuplé par les Helvii, premier peuple de Gaule soumis à l’empire romain. Il demeure de nombreuses traces de l’époque gallo-romaine.
Au début du XIXe siècle fut trouvée à quelques kilomètres de Serrières une amphore romaine contenant des pièces d’or et d’argent à l’effigie d’empereurs romains.
Quelques années plus tard fut découverte entre Serrières et Limony, non loin de la route, une superbe statue de Vesta en bronze à laquelle il manquait un bras, ainsi qu’une pierre tumulaire dont la suscription remontait à l’époque des Césars. Ces objets furent vendus à un antiquaire de Lyon.
Dans les années 1870, il fut découvert sur un terrain limitrophe de Charnas, « le Mont », les ruines d’une salle carrelée comportant des murs très épais, ainsi qu’un superbe portrait sur brique, en relief, comportant l’inscription « septime severe secondus ».
En 1892, lors de la construction du chemin de fer, on a découvert à 4 m de profondeur des squelettes accompagnés de briques comportant des inscriptions romaines et un moulin en pierre, plusieurs ouvrages maçonnés comportant des inscriptions latines, notamment des thermes.
En 1935, sur le quai nord, à 100 m du pont, lors de l'enfouissement d'une cuve d'essence, on a découvert sous une épaisse couche de cendre plusieurs squelettes avec des débris de poteries.
Dans le chœur de l'église Saint-Sornin, un des piliers a réutilisé un bloc portant une épitaphe : « Aux dieux Mânes de Decia Amabilis. Cécilius, pour sa digne épouse. Antonia, sa sœur… » Le musée des Mariniers possède par ailleurs divers fragments archéologiques de l'époque gallo-romaine.

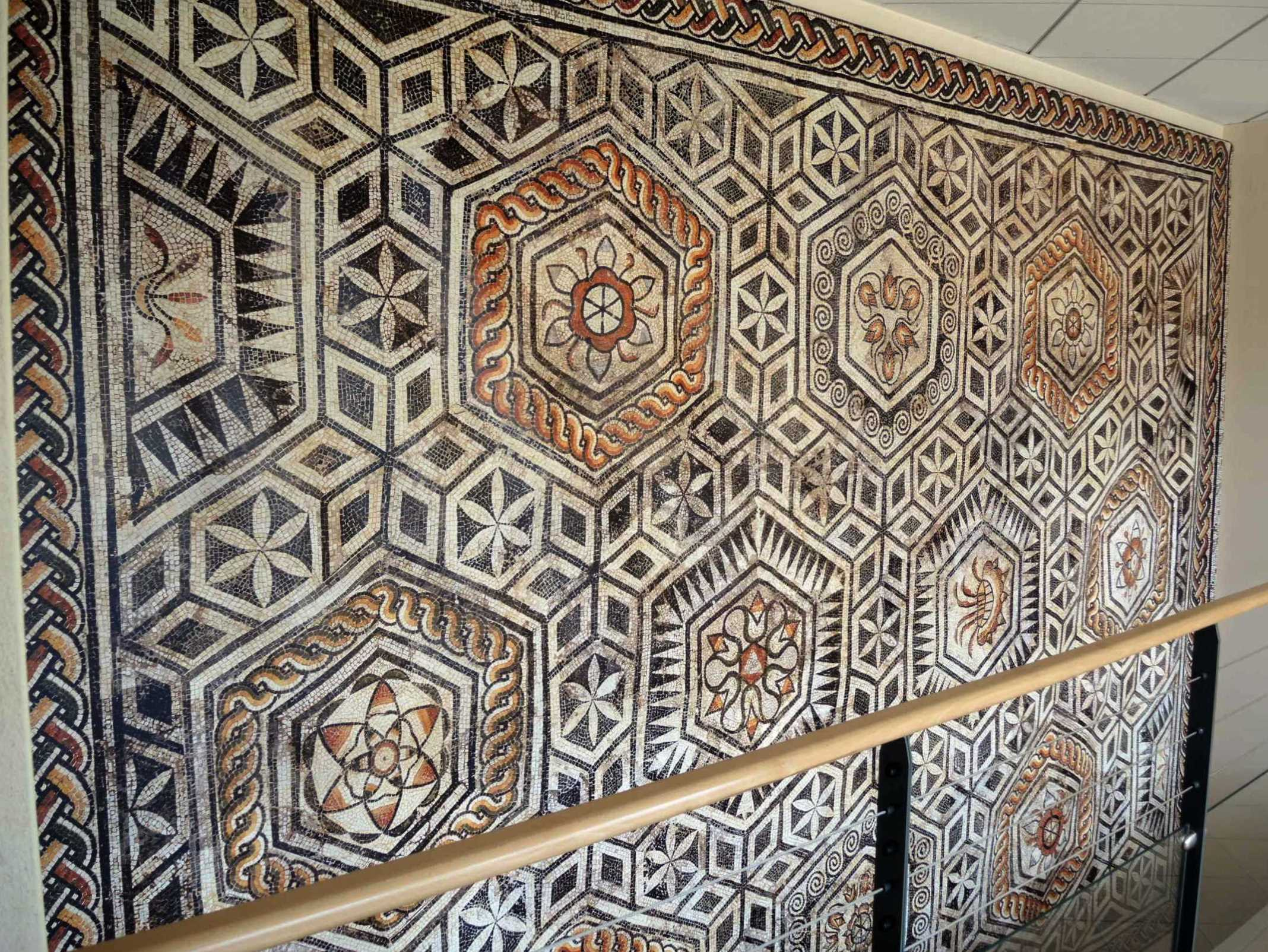
Reproduction, sur tenture, de la mosaïque trouvée à Limony.

Une villa gallo-romaine fut découverte sur un terrain du quartier de Brèze (commune de Limony), dont les fouilles ont mis au jour des pièces de monnaie, as et petits as, à l’effigie de l’empereur Constantin Ier (IVe siècle). Cette villa comportait de grandes salles carrées pavées de mosaïques intactes dont l’une de 25 m2. Les fouilles sur place exhumèrent des socles de statues en pierre et marbre, des chapiteaux de colonnes, des urnes funéraires avec leurs ossements, des ossements d’animaux sauvages (trophées de chasse ?), énormément de coquilles d’huitres, ainsi que beaucoup de briques de toutes sortes dont certaines portent le nom du fabricant : « Clarania », des objets de cuivre, des épingles à cheveux dont quelques-unes en ivoire, des débris de poteries, de verre, de tuyaux en plomb… Une couche de cendres ainsi que des objets calcinés ou fondus atteste que cette villa a été détruite dans un incendie après pillage, certainement lors des invasions barbares (Ve siècle). La ville a subi en effet les ravages des Vandales en 408.

### Moyen Âge
Un manuscrit latin du XIIIe siècle fait état de son château, avec donjon et créneaux.
La cité fut pillée, comme toutes les villes de la vallée du Rhône, en 733 par l’émir sarrazin Ioussouf, à la tête d’une force considérable composée des débris de l’armée vaincue à Poitiers l’année précédente. Il existe toujours à Serrières le terroir de « moures », où les « maures » en question ont certainement campé.
Certains documents attestent que la famine et les épidémies n’ont pas épargné Serrières, sévissant par exemple 48 fois entre 970 et 1040. Un chroniqueur décrit d’ailleurs qu’« en 1033, les pluies continuelles avaient noyé la terre, les moissons furent perdues, et il fallut, grands et petits, seigneurs ou manants, se nourrir de bêtes et d’oiseaux. Cette ressource épuisée, la faim se fit cruellement sentir, et l’on essaya de se nourrir avec l’écorce des arbres ou l’herbe des ruisseaux ».
Il nous est dit aussi que lors des années 1361, 1362 et 1374, des Routiers, ou Tard-Venus (bandes de brigands organisés, en l’occurrence venues du Forez et du Lyonnais), firent subir au haut Vivarais leurs pillages et saccages, notamment à Serrières, Limony et Peyraud. La peste vint s’ajouter ces années-là au désarroi de la population.

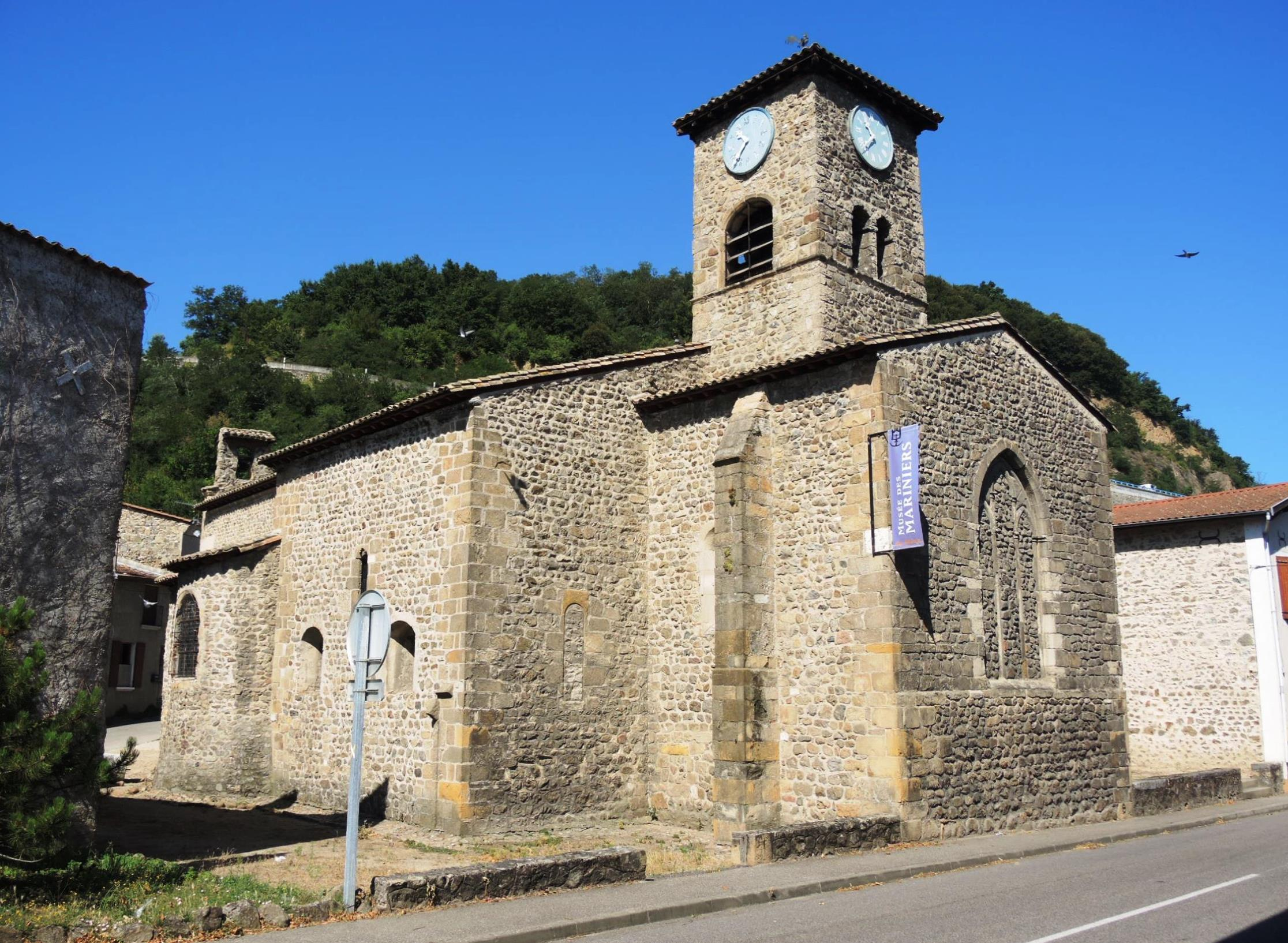
La chapelle Saint-Sornin (façades sud et est) date du XIIe siècle.

Dans les temps les plus anciens, Serrières fut inféodée aux terres du Haut-Vivarais, c’est-à-dire aux comtes d’Albon. À la fin du XIe siècle, la suzeraineté passe aux « Roussillon », famille originaire de princes d’Alsace, quand l’empereur Lothaire confia à Girard, comte de Roussillon, le gouvernement de la Provence, du Lyonnais et du Viennois. Cette famille des Roussillon était très puissante. Elle traitait d’égal à égal avec les dauphins de France et ne reconnut la monarchie française qu’au début du XVe siècle, peu avant son extinction. Elle donna son nom à la ville voisine de Roussillon, où un péage concédé par les empereurs d’Allemagne, par eau et par terre, fut installé au bord du Rhône. Ce lieu est aujourd’hui sur la commune qui a gardé le nom de Péage-de-Roussillon.

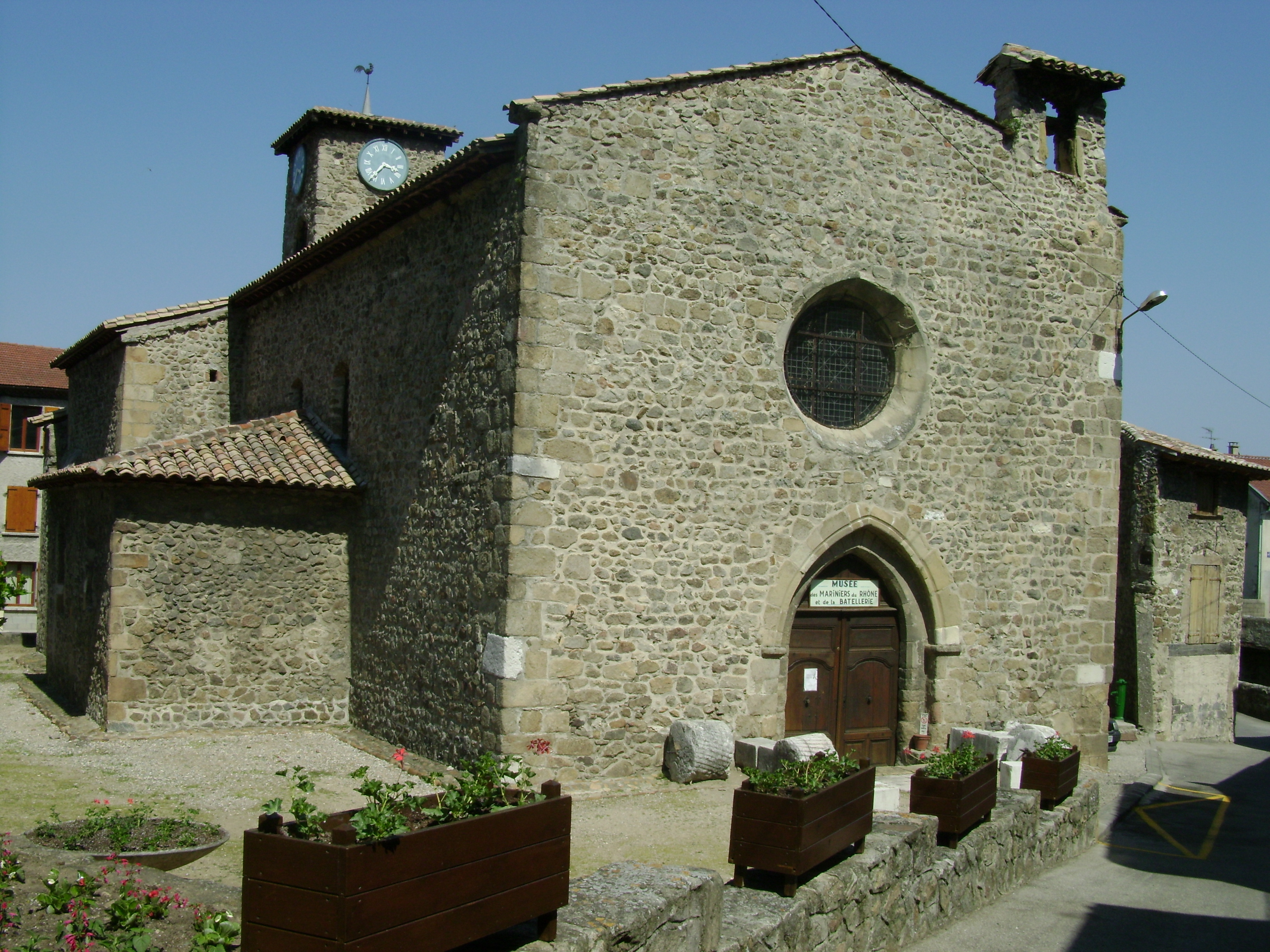
Elle abrite aujourd'hui le musée des Mariniers.

Cette famille partagea son domaine en plusieurs branches. L’une possédait pour fief Roussillon en Dauphiné et Annonay en Vivarais, l’autre comptait les terres d’Anjou en Dauphiné et de Serrières en Vivarais. La branche possédant Serrières commence avec Gérard de Roussillon, fils d’Artaud III et d’Alix de Glenne, dame de Riverie. Il hérita en 1228 de la terre de Roussillon, mais il l’échange en 1236 avec son frère Artaud IV contre les seigneuries de Peyraud et Montbreton, ainsi que les droits sur les villages de Champagne et de Saint-Rambert. Gérard et son frère furent tous deux excommuniés en 1233 par Jean de Bernin, archevêque de Vienne, en raison des exactions commises lors de la perception du péage. Ils furent réconciliés après avoir pris l’engagement de se tempérer. Il est vrai que seul le pouvoir religieux avait une prise sur leur toute-puissance. Gérard meurt le 25 mai 1263.
Cette famille s’illustra à travers tout le Moyen Âge, notamment lors de la guerre de Cent Ans, participant entre autres aux batailles de Varey et Crécy. La dernière Roussillon, Jordanne de Roussillon, épousa Geoffroy de Bressieu. Leur château fut pris et saccagé par le prince d’Orange en 1420. Marguerite de Bressieu, fille de Jordanne et Geoffroy, mourut des outrages subis lors de la prise de la forteresse. Sans héritier, la seigneurie échoit en 1429 aux neveux de Jordanne, Louis et Jacques de Miolans, fils de sa sœur Agnès de Roussillon et de Jean de Miolans, seigneur de Tournon.
La seigneurie de Serrières resta dans la famille de Tournon jusqu'à Guillaume V, seigneur de Tournon et de Serrières. Son fils cadet, Charles de Tournon, épousa en 1456 Marie de Gaucourt et mourut en 1480 sans héritier. La veuve vécut de ce jour au château de Serrières, en compagnie de son nouveau mari René Cossa, écuyer, seigneur de Marignane. Le contrat de mariage stipule alors que le domaine de Serrières est accordé à titre douairière à Marie de Gaucourt. Il est fait allusion dans cet acte : « […] Acte reçu dans le donjon du château de Serrières et dans la grande cour basse. […] » La famille de Tournon reprit la seigneurie au décès de la douairière.

### La Renaissance

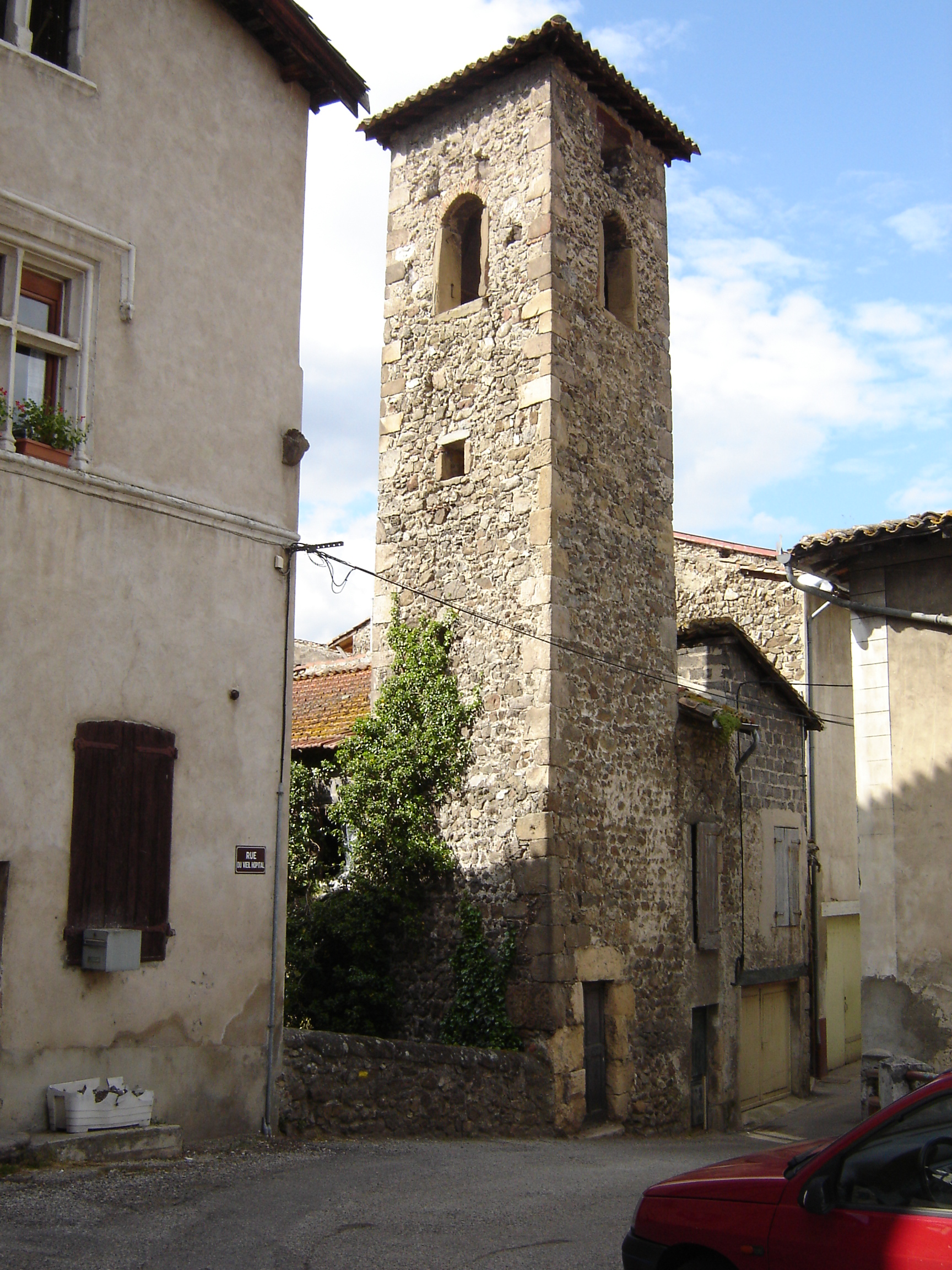
La tour des Pénitents, vestige de l'ancienne chapelle Notre Dame de la Pitié.

Parmi les occupants du château de Serrières, il est question en 1570 de « noble messire Pierre Merle, châtelain de Serrières, seigneur de Chaponost ». Le dit château fut détruit probablement en 1575, pendant les guerres de religion, après avoir été tour à tour aux mains des protestants et des catholiques.
À la suite de ces périodes troubles, la seigneurie de Serrières passa par des mariages et dots successifs à la famille Moreton. Au XVIIe siècle, il est d’ailleurs question du mariage de Charles-Gabriel de Moreton et d’Anne de Fay-Villiers, qui lui apporte en dot la propriété du port de Serrières, très important alors.
Serrières appartint aux Ventadour. Louis-Charles de Lévis, duc de Ventadour, marquis d’Annonay, pair de France, seigneur de La Voulte, Beauchastel, Tournon, Serrières et Roussillon, se maria en 1671 et mourut en 1717 aux Incurables. Sa fille unique Anne-Geneviève de Lévis épousa en secondes noces Hercule-Mériadec, duc de Rohan-Rohan, et prince de Soubise. Tous les biens et titres des Ventadour passèrent ainsi aux Rohan-Soubise, illustre famille bretonne. Le dernier descendant mâle de cette famille fut Charles de Rohan, mort en 1787. Une de ses filles épousa Louis-Joseph de Bourbon, prince de Condé, et lui apporta Serrières en dot. Il émigra à l’étranger en 1791 des suites de la Révolution française.

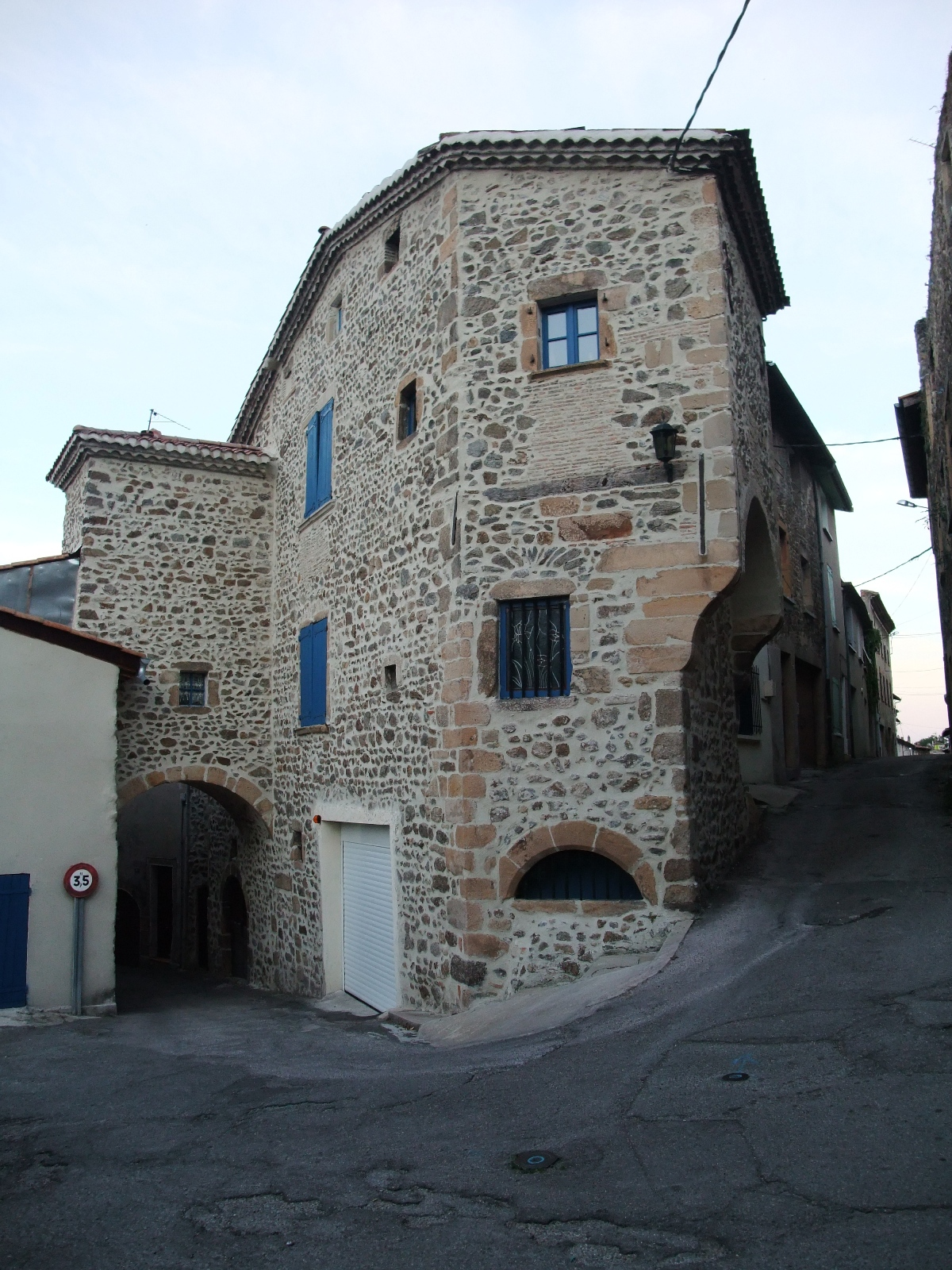
La maison la plus pittoresque du quartier Renaissance.

Il est établi que le cardinal Richelieu passa au moins une nuit à Serrières. De retour de Perpignan, où il assiégeait les Espagnols, il y fit étape. Un courrier, daté du 2 septembre 1642 à Serrières, fait état de son « indicible joie » concernant la victoire qu'il venait de remporter. Il était très malade (il mourut quelques mois plus tard), ainsi, ne pouvant quitter son lit, ses hommes abattirent un mur de la chambre de l'auberge pour pouvoir l'y installer en le laissant alité. Cette auberge prit par la suite le nom d'« auberge du Chapeau rouge » en mémoire de son hôte de marque, et se trouve être aujourd'hui le restaurant « Bateau d'Émile ». À noter qu'il y avait deux prisonniers, les conspirateurs François-Auguste de Thou et le marquis Cinq-Mars, qui furent jugés et exécutés quelques jours plus tard (le 12 septembre 1642), à Lyon.
Certaines calamités n’épargnèrent pas Serrières à la Renaissance. On sait qu’entre 1585 et 1587, la famine et la peste tuèrent les trois quarts des habitants de Serrières. La famine revint aussi en 1693. Le terrible hiver 1709 gela « les arbres en pleine sève » et rendit impossible toute récolte. La grêle de juillet 1722 détruisit tout le vignoble, coupant et arrachant même les arbres fruitiers, cerisiers, poiriers, noyers. Toujours la grêle, en 1753, tomba pendant trois jours. L’hiver 1766 fut aussi rigoureux que celui de 1709. De lourdes charrettes pouvaient traverser librement le Rhône entièrement gelé.

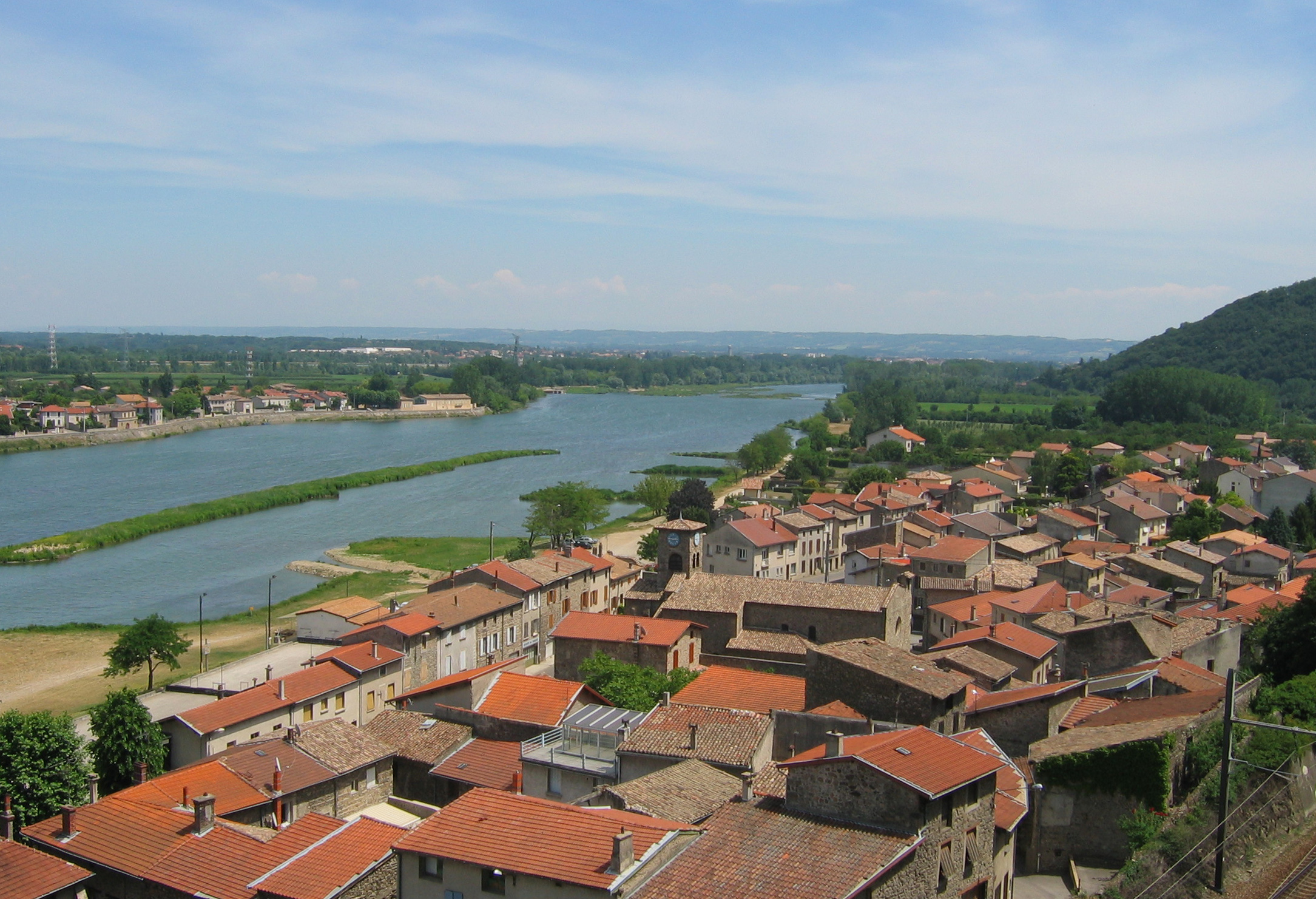
Le quartier sud de Saint-Sornin a été rattaché à la commune vers 1668.

Ce fut au XVIIe siècle, vers 1668, que les paroissiens de Saint-Sornin-lès-Serrières, auparavant village distinct de Serrières et situé légèrement au sud de celui-ci, demandèrent à être rattachés à la paroisse de Serrières. Ce fut dès lors un quartier de la commune, le quartier Saint-Sornin.
L’église de Serrières fut construite en 1702, en remplacement de la chapelle « Notre Dame de la Pitié » datant de 1619, mal située, menaçant la ruine et trop exiguë. L’ancien clocher de cette chapelle aujourd’hui appelé « tour des Pénitents » est encore visible place du Tromph. La chapelle Saint-Sornin de Saint-Sornin-lès-Serrières, aujourd’hui musée des mariniers, date du XIIe siècle.

### La Révolution française

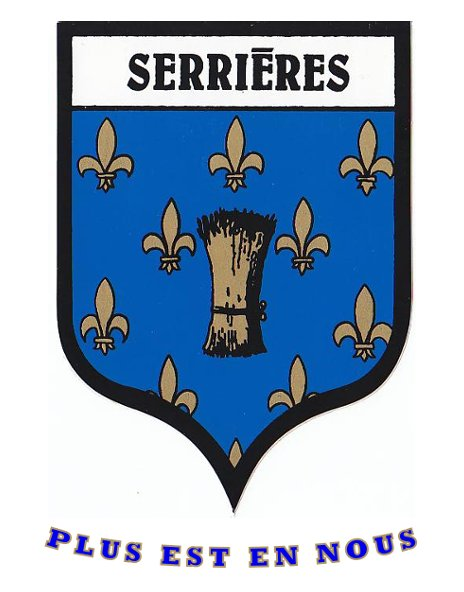
Graphie récente du blason et de la devise de la ville, adoptés sous la Révolution.

Lors de la nouvelle de la convocation des états généraux, et donc de la publication de cahiers de doléance, la population de Serrières se réunit dans l’église Notre-Dame le 15 mars 1789. Une commission avait été créée afin de parcourir le Vivarais et de recueillir ces doléances, afin de les exposer à Annonay le 20 mars lors de la nomination de ceux qui partiraient les représenter à Paris. Plusieurs Serrièrois étaient dans cette commission, dont Moreau de la Bélive, Gauthier, consul de Serrières, Tournus de Lislon, curé de Serrières, et Moreau, Escuyer à Serrières. Tous les cahiers de doléances furent discutés à Annonay, et il fut décidé de rédiger un cahier unique. Les députés mandatés pour les états généraux du 1er mai à Paris furent M. Dode, curé de Saint-Péray pour le clergé, M. le comte de Satillieu pour la noblesse et MM Boissy d’Anglas et Saint-Martin pour le tiers état.

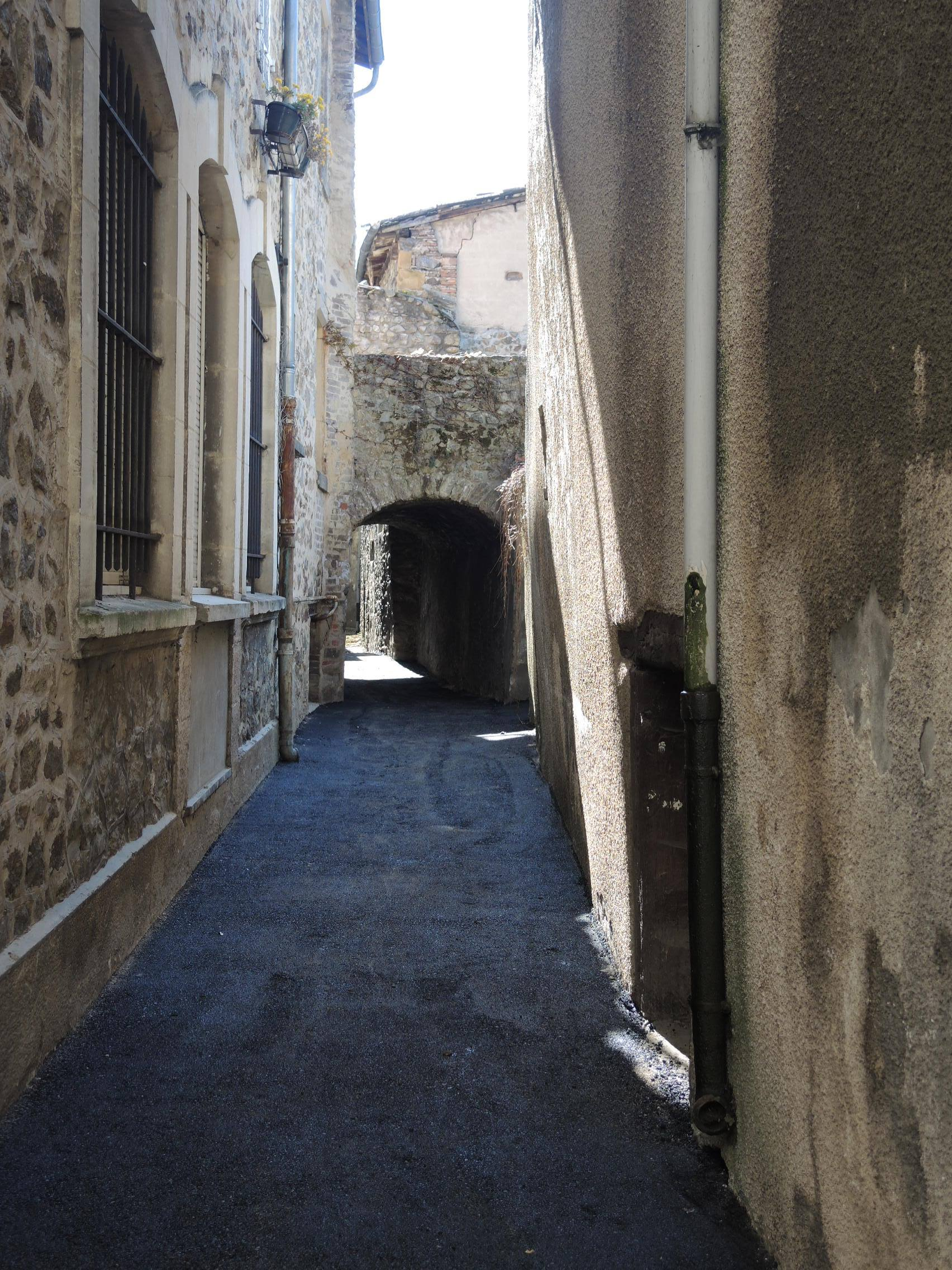
La cité marinière a conservé la plupart de ses petites rues d'époque.

À la suite des événements de la Révolution française, des délégués des communes du canton se réunissent à Serrières fin août 1789, afin de suspendre le paiement du droit de leyde (péage), et d’en aviser le collecteur ainsi que le seigneur. Le 12 février 1790 voit l’établissement de la municipalité de Serrières, avec les premières élections comportant 108 votants. Le premier maire se nomme Georges Boissonnet. Le 22 août 1790, la municipalité adopte en remplacement des armoiries seigneuriales le sceau municipal qui est encore aujourd'hui le blason de Serrières : une gerbe d’or sur fond bleu parsemé de fleurs de lys. Le maire prend également une série de mesures destinées à rétablir l’ordre et à chasser les personnes « suspectes », souvent simplement non originaires du village.
Après l’échec de la monarchie constitutionnelle et l’exécution du roi, les biens des émigrés de Serrières sont mis en vente au profit de la commune le 23 mai 1793. Cette même année, l’église, déjà interdite aux fidèles, fut en partie détruite.
Le 25 ventôse de l’an II (15 mars 1794), le nom de la commune fut changé pour celui de « Port-du-Mézenc ». Un temple décadaire est construit dans le village, et l’espace entre Serrières et Saint-Sornin-lès-Serrières est nommé « Champ de Mars ».

### LeXIXesiècle
Le début du XIXe siècle fut l’apogée économique de la cité. La batellerie à bois était alors florissante, et Serrières comptait de nombreux équipages, ou « rigues ».

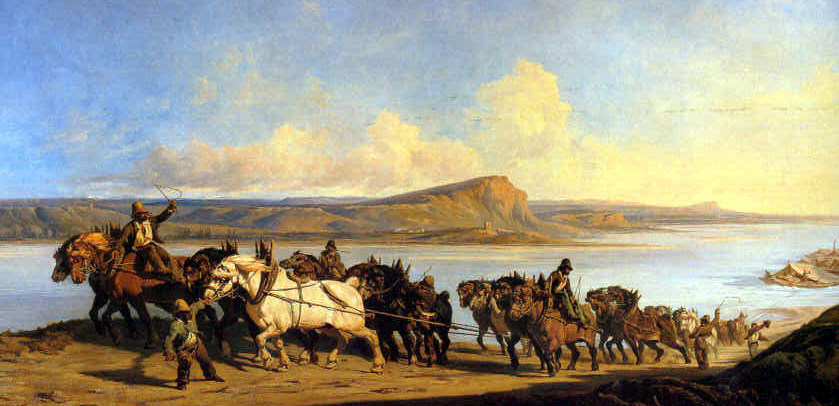
La remontée exigeait l'utilisation de puissants équipages.

Depuis toujours, Serrières fut un carrefour économique. Un témoignage de 1414 fait état de nombreux marchés et de 4 foires annuelles dans la cité. La ville prit son essor dès le XVIIe siècle, mais ce fut au XIXe siècle qu’elle connut son apogée. Serrières comptait alors plusieurs compagnies de batellerie dites « à bois ». Ces équipages appelés « rigues » se composaient de plusieurs barques et de puissants chevaux de trait. Ces rigues faisaient les transports de marchandises entre Lyon et Beaucaire, où une foire d’importance européenne se tenait alors. La descente, ou « descize », s’effectuait en quatre jours, à la simple force du courant. La « remonte » prenait environ trois semaines et consistait à tracter les rigues de la berge via les chevaux, qui étaient sur le « chemin de halage », entretenu par les mariniers.
Serrières est sur la rive droite du Rhône dénommée « riaume » par les mariniers, par opposition à la rive gauche appelée « empi ». Cela date de la lointaine époque (de 1173 à 1349) où le fleuve servait de frontière entre le royaume de France et le Saint-Empire romain germanique.

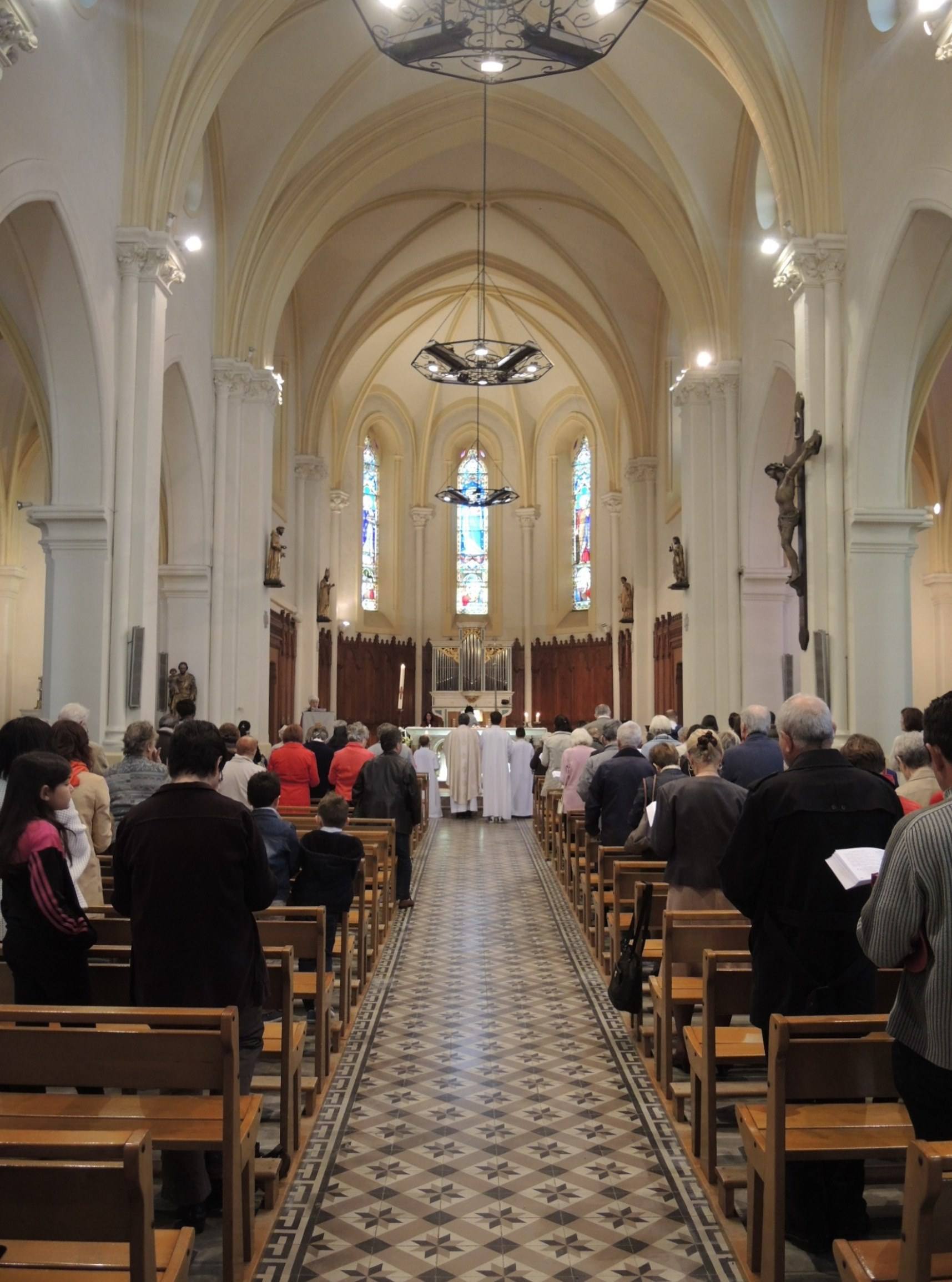
L'église a dû être en partie reconstruite après la construction de la voie ferrée.

De nombreuses familles de « patrons » mariniers étaient établies à Serrières : les Cuminal (tellement nombreux et influents qu’on les déclinait au pluriel : « Cuminaux »), les Marthouret, les Boissonnet… La batellerie à bois déclina dans les années 1840, avec l’apparition de la batellerie à vapeur. Héritage de cette période, les joutes nautiques, à l’origine jeu de mariniers pratiqué lors des « vogues » et devenu un sport qui enchante le village par le biais des « Sauveteurs de Serrières », créés en 1896 par Jules Roche.
La fin de la batellerie à bois entraîna un déclin économique de la cité. L'économie fut relancée par la construction du bas-port entre 1887 et 1889, qui permettait aux bateaux à vapeur d’y accoster, et y amenait autant de marchandises que de touristes venus de Lyon qui pouvaient y faire une escapade en une journée.
Si des documents font état d’un bac à traille appartenant au seigneur dès 1350, il fallut attendre le 20 août 1828 pour inaugurer un pont suspendu menant à Sablons, ouvrage de Marc Seguin et Montgolfier. Il fut rehaussé en 1840, et comporta un péage jusqu'en 1884.
Ce fut en 1878 et 1879 que le chemin de fer fut construit (ligne Lyon-Nîmes), ensevelissant en partie l’église. Église qui fut réparée, puis agrandie de sa nef, du clocher et ornée de sa flèche en 1895 et 1896.

### LeXXesiècle

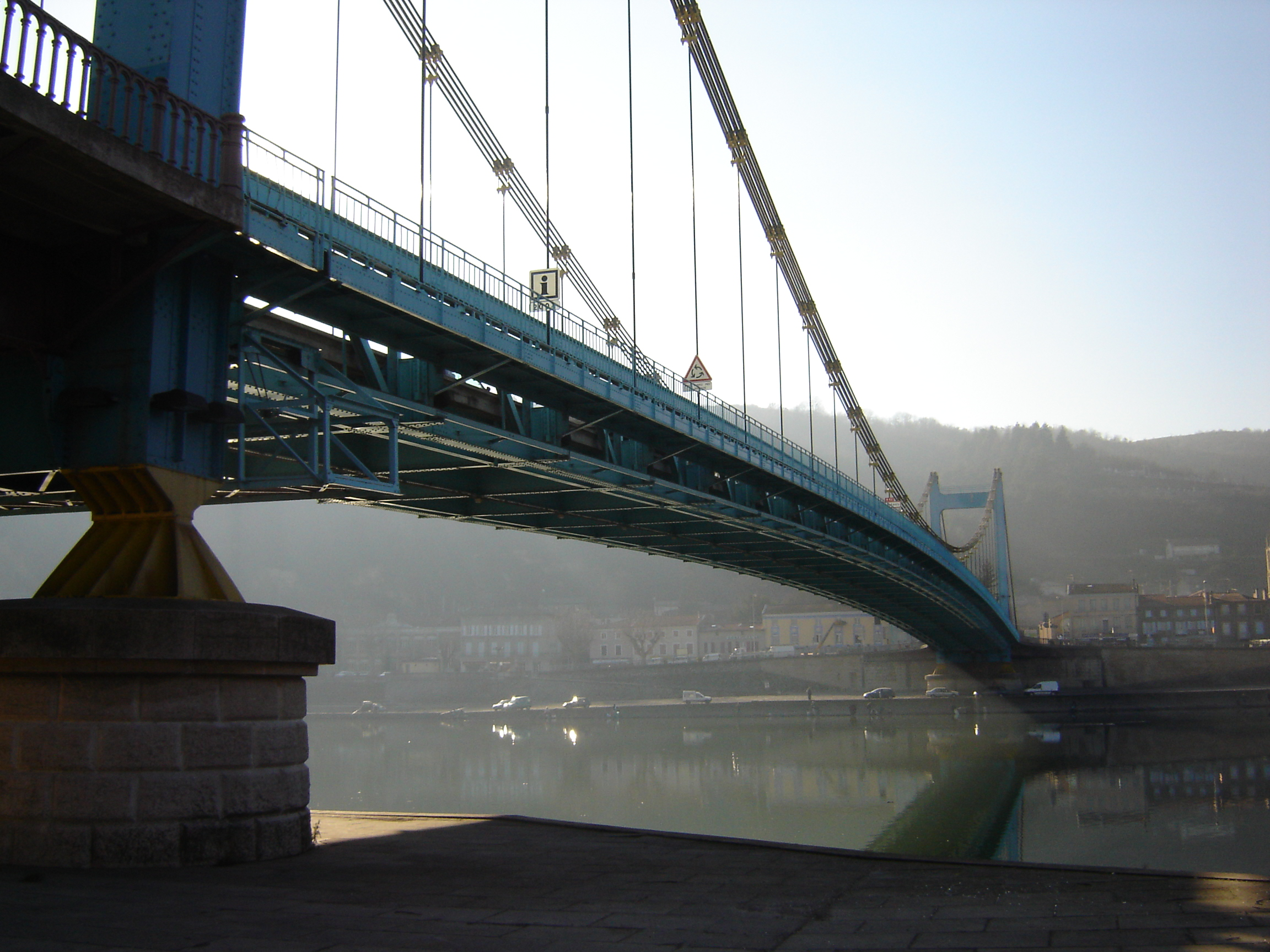
Le pont actuel date de 1950.

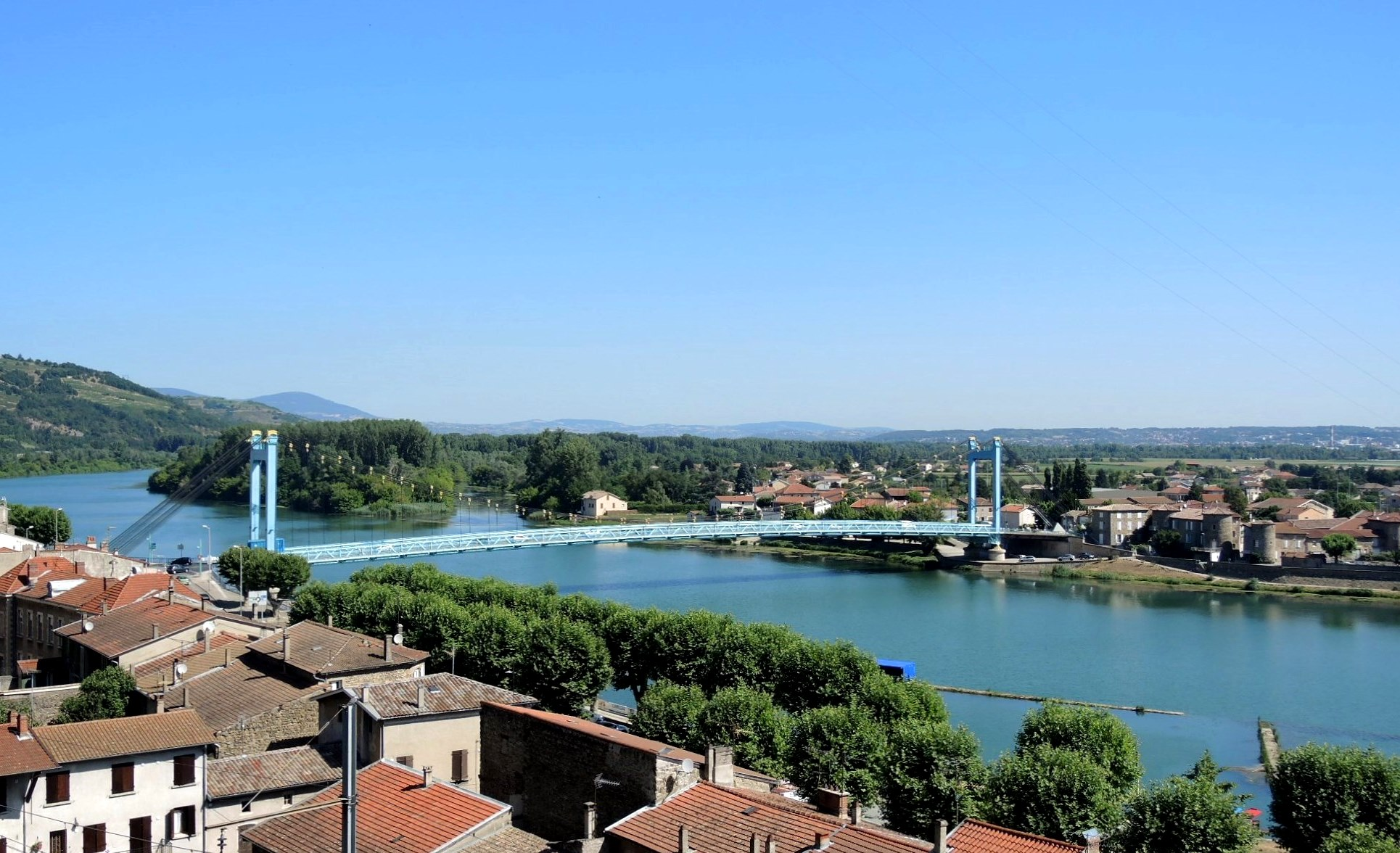
Plusieurs ouvrages se sont succédé depuis le premier pont suspendu construit par Marc Seguin en 1828.

L’ancien pont en bois fut remplacé en 1933 par un pont plus moderne, qui fut détruit en 1944 durant la déroute allemande. Le pont actuel ne fut reconstruit qu’en 1950, et durant six ans le bac à traille reprit du service.
Durant l’Occupation, en 1942, Serrières subit la présence comme d’autres villes ardéchoises d’une garnison allemande sur son sol. Cependant, peu à peu, des maquis s’organisent dans les bois et villages environnants.
Depuis 1976, et la construction du canal de dérivation par la CNR, le Rhône, à Serrières, ne voit plus de bateaux, et n’a quasiment plus de courant. Pourtant, la cité garde une très forte identité marinière.

## Politique et administration

### Liste des maires
| Période                                  | Période                     | Identité               | Étiquette | Qualité                                           |
| ---------------------------------------- | --------------------------- | ---------------------- | --------- | ------------------------------------------------- |
| Les données manquantes sont à compléter. |                             |                        |           |                                                   |
| 1790                                     | 1791                        | Georges Boissonnet     |           |                                                   |
| 1791                                     | 1791                        | Jean-Pierre Raffard    |           |                                                   |
| 1792                                     | 1792                        | Antoine Cuminal        |           |                                                   |
| 1793                                     | 1793                        | Jullien                |           |                                                   |
| An II                                    | An II                       | Gleizal                |           |                                                   |
| 1794                                     | 1798                        | André Chèze            |           |                                                   |
| 1798                                     | An IX                       | Jacques Métral         |           |                                                   |
| An IX                                    | An X                        | André Chèze            |           |                                                   |
| An XI                                    | An XI                       | Étienne Faucher        |           |                                                   |
| 1807                                     | 1831                        | André Chèze            |           |                                                   |
| 1831                                     | 1831                        | Hyacinte Marchand      |           |                                                   |
| 1831                                     | 1848                        | Jean Gautier           |           |                                                   |
| 1848                                     | 1856                        | Melchior Garde         |           |                                                   |
| 1856                                     | 1861                        | Jean-Marie Soullière   |           |                                                   |
| 1861                                     | 1869                        | Jean-Régis Monier      |           |                                                   |
| 1869                                     | 1870                        | François-Michel Bardin |           |                                                   |
| 1870                                     | 1871                        | Jules Roche            |           |                                                   |
| 1871                                     | 1874                        | Vincent Chevalier      |           |                                                   |
| 1874                                     | 1878                        | François-Michel Bardin |           |                                                   |
| 1878                                     | 1880                        | Vincent Chevalier      |           |                                                   |
| 1880                                     | 1881                        | François Vincent       |           |                                                   |
| 1881                                     | 1888                        | Maxime Rebatel         |           |                                                   |
| 1888                                     | 1923                        | Jules Roche            |           |                                                   |
| 1923                                     | 1930                        | Jules Vallet           |           |                                                   |
| 1930                                     | 1935                        | Clément Mantelin       |           |                                                   |
| 1935                                     | 1938                        | Isidore Cuminal        |           |                                                   |
| 1938                                     | 1941                        | François Chardon       |           |                                                   |
| 1944                                     | 1947                        | Hébrard                |           |                                                   |
| 1947                                     | 1953                        | François Chardon       |           |                                                   |
| 1953                                     | 1971                        | Albert Jacquelin       |           |                                                   |
| 1971                                     | 1977                        | Marius Mantelin        |           |                                                   |
| mars 1977                                | mars 1983                   | Marcel Grenier         | PCF       | Retraité Éducation Nationale                      |
| mars 1983                                | juin 1995                   | Roger Uebelhard        | RPR       | Retraité Suppléant de Bernard Hugo de 1989 à 1998 |
| juin 1995                                | mars 2008                   | Claude Gouteron        | DVD       | Technicien                                        |
| mars 2008                                | En cours (au 24 avril 2014) | Laurent Torgue         | DVD       | Cadre supérieur                                   |

## Population et société

### Démographie
L'évolution du nombre d'habitants est connue à travers les recensements de la population effectués dans la commune depuis 1793. Pour les communes de moins de 10 000 habitants, une enquête de recensement portant sur toute la population est réalisée tous les cinq ans, les populations de référence des années intermédiaires étant quant à elles estimées par interpolation ou extrapolation. Pour la commune, le premier recensement exhaustif entrant dans le cadre du nouveau dispositif a été réalisé en 2004.

En 2022, la commune comptait 1 074 habitants, en évolution de −6,93 % par rapport à 2016 (Ardèche : +2,48 %, France hors Mayotte : +2,11 %).
| 1793  | 1800  | 1806  | 1821  | 1831  | 1836  | 1841  | 1846  | 1851  |
| ----- | ----- | ----- | ----- | ----- | ----- | ----- | ----- | ----- |
| 1 616 | 1 924 | 1 871 | 1 909 | 1 987 | 2 048 | 2 182 | 2 034 | 2 022 |

| 1856  | 1861  | 1866  | 1872  | 1876  | 1881  | 1886  | 1891  | 1896  |
| ----- | ----- | ----- | ----- | ----- | ----- | ----- | ----- | ----- |
| 1 878 | 1 739 | 1 636 | 1 574 | 1 810 | 1 561 | 1 557 | 1 538 | 1 576 |

| 1901  | 1906  | 1911  | 1921 | 1926  | 1931  | 1936  | 1946  | 1954  |
| ----- | ----- | ----- | ---- | ----- | ----- | ----- | ----- | ----- |
| 1 558 | 1 323 | 1 024 | 973  | 1 030 | 1 229 | 1 198 | 1 309 | 1 416 |

| 1962  | 1968  | 1975  | 1982  | 1990  | 1999  | 2004  | 2006  | 2009  |
| ----- | ----- | ----- | ----- | ----- | ----- | ----- | ----- | ----- |
| 1 553 | 1 562 | 1 388 | 1 314 | 1 154 | 1 078 | 1 154 | 1 163 | 1 131 |

| 2014  | 2019  | 2022  | - | - | - | - | - | - |
| ----- | ----- | ----- | - | - | - | - | - | - |
| 1 155 | 1 137 | 1 074 | - | - | - | - | - | - |

Le maximum de 2 182 habitants en 1840 correspond à l'apogée finale de la batellerie à traction animale. L'arrivée de la navigation à vapeur a ensuite porté un sérieux coup au bourg, qui n'a pu compter que 973 habitants en 1921. La suite du XXe siècle a connu un haut puis un bas. En début de XXIe siècle, la population a augmenté à nouveau, mais modérément, à cause des limites en terrains plats. Des projets de lotissements peuvent cependant faire espérer une augmentation plus rapide de la population à moyen terme.

### Enseignement
La commune, rattachée à l'académie de Grenoble, compte deux établissements scolaires :
- École publique Marcel Tailland, trois classes ;
- École privée du Sacré-Cœur, trois classes.

### Festivités
- Premiers dimanche de mai : Foire de printemps (vide-greniers)[26].
- début juin : fête de la Viarhona et du Fleuve (depuis 2013) (4 000 personnes en 2014).
- juin : fête de la Moto.
- début juillet : tournoi de Beach rugby (depuis 2010).
- 13 juillet : feu d'artifice sur le Rhône.
- Mi-juillet : compétition de joute nautique (méthode lyonnaise). Juillet : joutes.

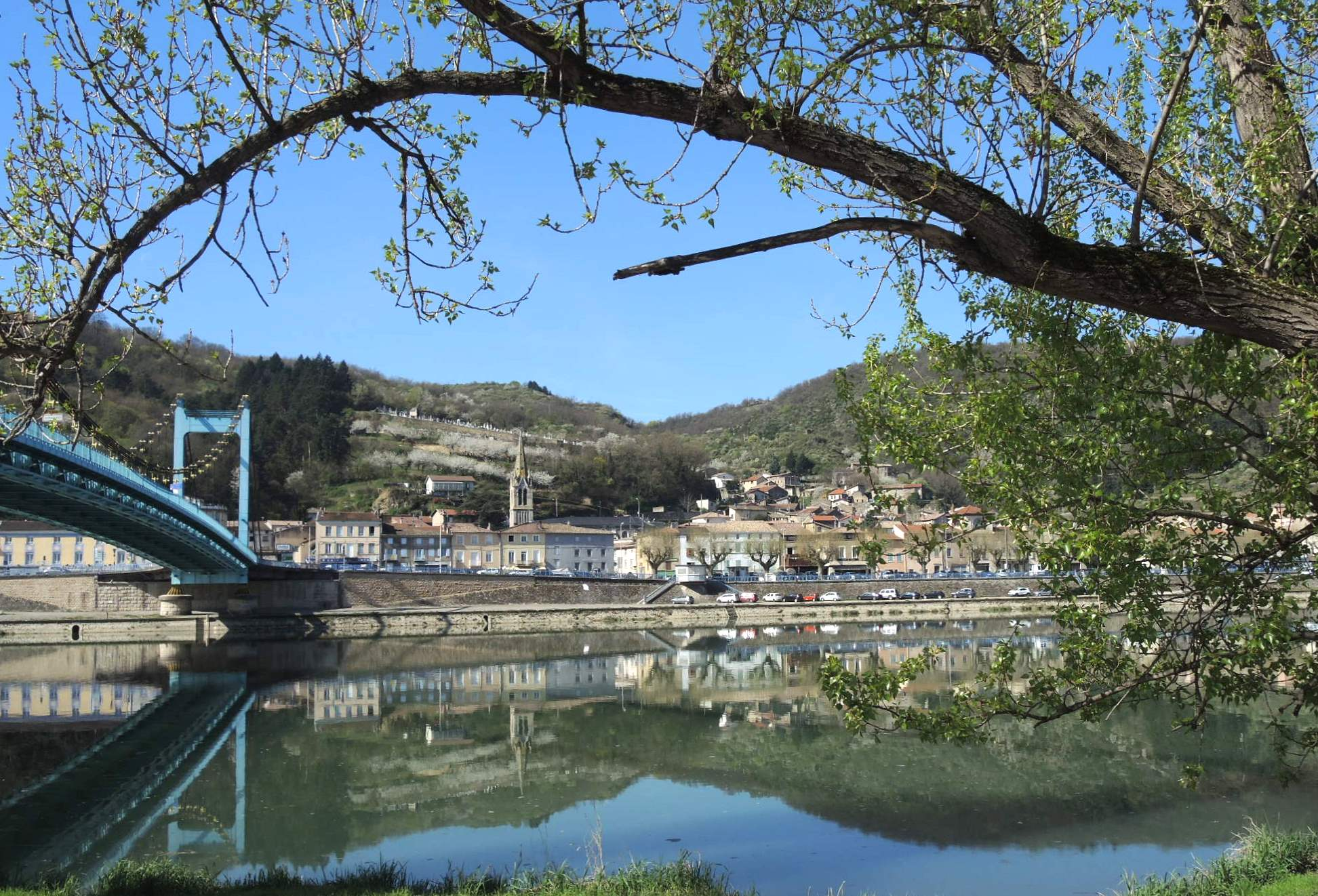
Le cadre est resté pittoresque et romantique.

### Associations
La commune comptait en 2015 une trentaine d'associations :
- Club du 3e âge UNRPA, Soleil d'Automne (à l'hôpital), Fnaca, Ogec, Amicale laïque, ACCA.
- Comité des Fêtes, Canton Vie Ensemble (37 commerçants, artisans et libéraux de Vivarhône).
- Sauveteurs de Serrières (sections joutes et barque), Boule lyonnaise Sablons Serrières, AGSS Gymnastique Sablons Serrières, Gymnastique volontaire (2004), Football Club Sablons Serrières, Handball Club Sablons Serrières, Basket Club Sablons Serrières, CTSS Cyclo Touristes Serrièrois Sablonnais (1983), Chevauchée Serrièroise.
- Harmonie du Réveil Sablonnais Serrièrois, École de Musique départementale, Association Musique et Orgue (2007).
- Chronique Serrièroise Franco-Suisse (1962), Ardesco (sauvegarde du patrimoine fluvial), Les Amis du Musée des Mariniers. Sauvegarde Rive Droite (trafic ferroviaire).

### Santé
- Hôpital local pour soins de suite d'hospitalisation[26].
- EHPAD 69 places[26].

### Sports

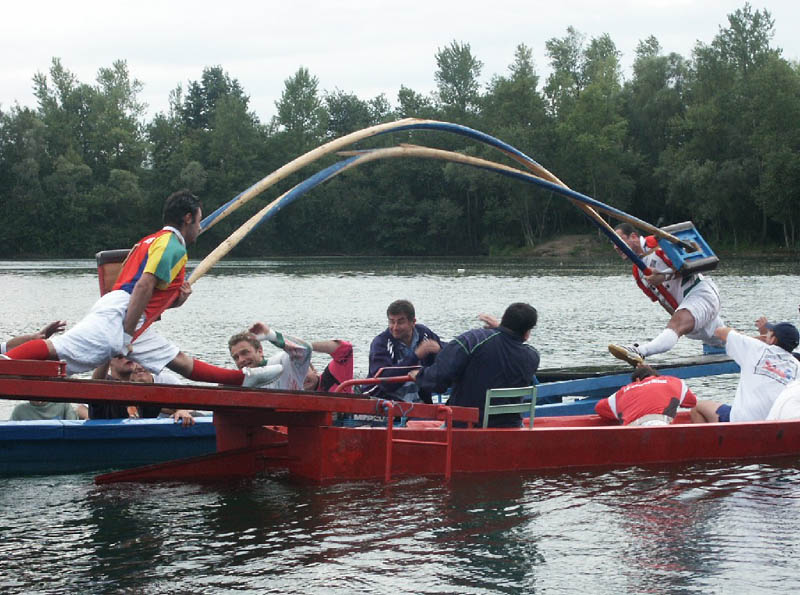
Une passe de joute.

Le village possède en biens indivis avec la commune voisine de Sablons (Isère) un gymnase. Toujours avec Sablons existe un club de handball, de football (FCSS), de basket-ball (BOCSS), l'Harmonie du Réveil Sablonnais Serrièrois classée en Division Honneur (CMF) et les Sauveteurs de Serrières, le club de joute nautique, héritiers des mariniers du Rhône. Les jouteurs serrièrois sont les plus titrés de France en joute lyonnaise et givordine.
Des jouteurs très titrés
La pratique de joutes nautiques a existé dès l'Antiquité, mais a plus ou moins subsisté au Moyen Âge. Elle a été développée au XIXe siècle par les mariniers et les sociétés de sauveteurs, à l'occasion des fêtes et des vogues. La Société des Sauveteurs de Serrières a été créée en 1895. Le stade nautique vers 1923. Agrandi à plusieurs reprises, il peut accueillir 4 000 spectateurs. Un championnat de France a existé à partir de 1933. La pratique a évolué, avec par exemple l'introduction du moteur dans les années 1970 et de la vidéo dans les années 1980. Les Serrièrois sont devenus au fil des années l'équipe la plus titrée en joutes lyonnaise et givordine avec 14 Coupes de France et plus de 100 titres individuels de champions nationaux. Le club continue d'attirer des jeunes et rassemble plus de 120 membres des deux côtés du Rhône. Les deux sociétés sont réunies, mais Serrières s'occupe plutôt de la section joutes et Sablons de la section barque.

### Médias
Deux journaux sont distribués dans les réseaux de presse desservant la commune :
- L'Hebdo de l'Ardèche est un journal hebdomadaire français basé à Valence. Il couvre l'actualité de tout le département de l'Ardèche ;
- Le Dauphiné libéré est un journal quotidien de la presse écrite française régionale distribué dans la plupart des départements de l'ancienne région Rhône-Alpes, notamment l'Ardèche. La commune est située dans la zone d'édition d'Annonay.

### Cultes
L'église (propriété de la commune) et la communauté catholique de Serrières sont rattachées à la paroisse Sainte Croix du Rhône. le presbytère est situé sur territoire de la commune et dépend du diocèse de Viviers.

## Économie
L'hôtel restaurant Schaeffer

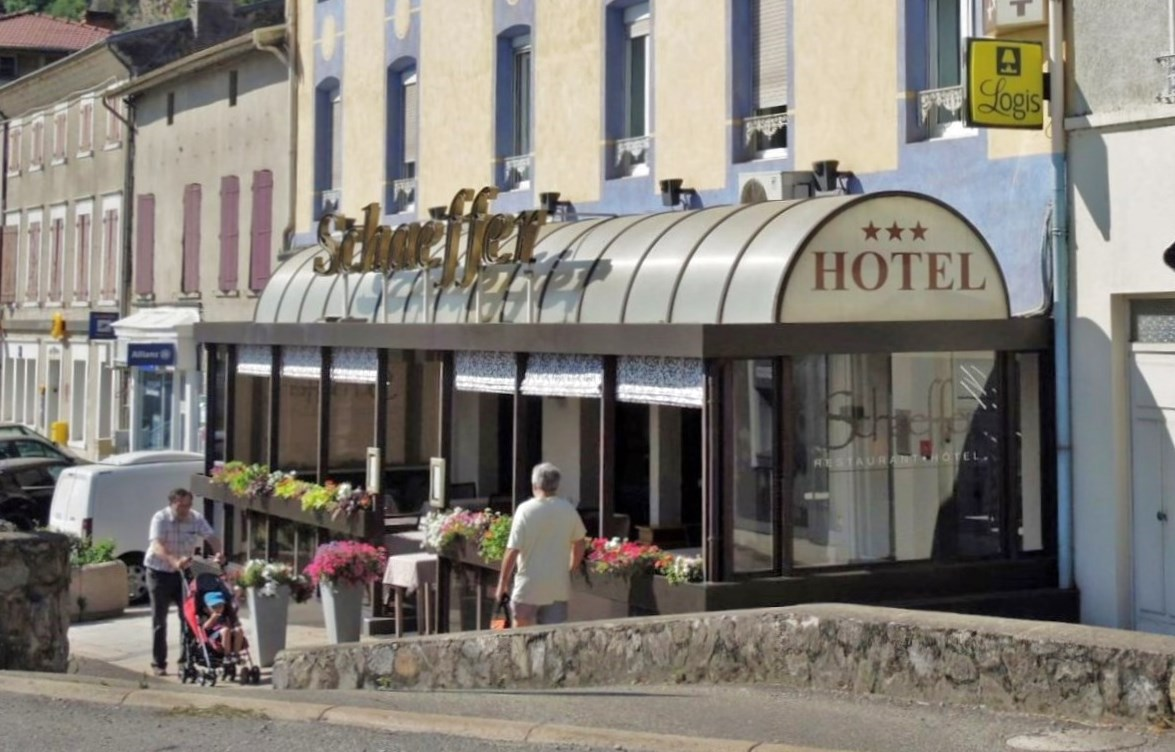
Un restaurant trois étoiles.

L'hôtel Shaeffer est un trois étoiles avec un restaurant réputé, tenu par Bernard Mathé et son fils Clément. La table y propose une cuisine gastronomique contemporaine à base de produits frais et autant que possible régionaux. La cave propose 500 références, en côtes-du-rhône notamment. En 1900, l'hôtel Ravon était déjà présent dans des guides. Il a été repris en 1925 par Ernest et Mathilde Schaeffer. Leur fille Yvette et son époux Henri Quaglini ont pris leur suite en 1955. Leur petite-fille Joëlle et son époux Bernard Mathé se sont installés en 1981 et leur fils Clément Mathé représente donc la 4e génération. L'établissement offre une cinquantaine de couverts, en salle ou en terrasse d'été et de 15 chambres.

## Culture locale et patrimoine

### Lieux et monuments
- Église de l'Assomption de Serrières.

Les ruines du château sont visibles au-dessus du village, mais sont très endommagées et de peu d'intérêt archéologique.

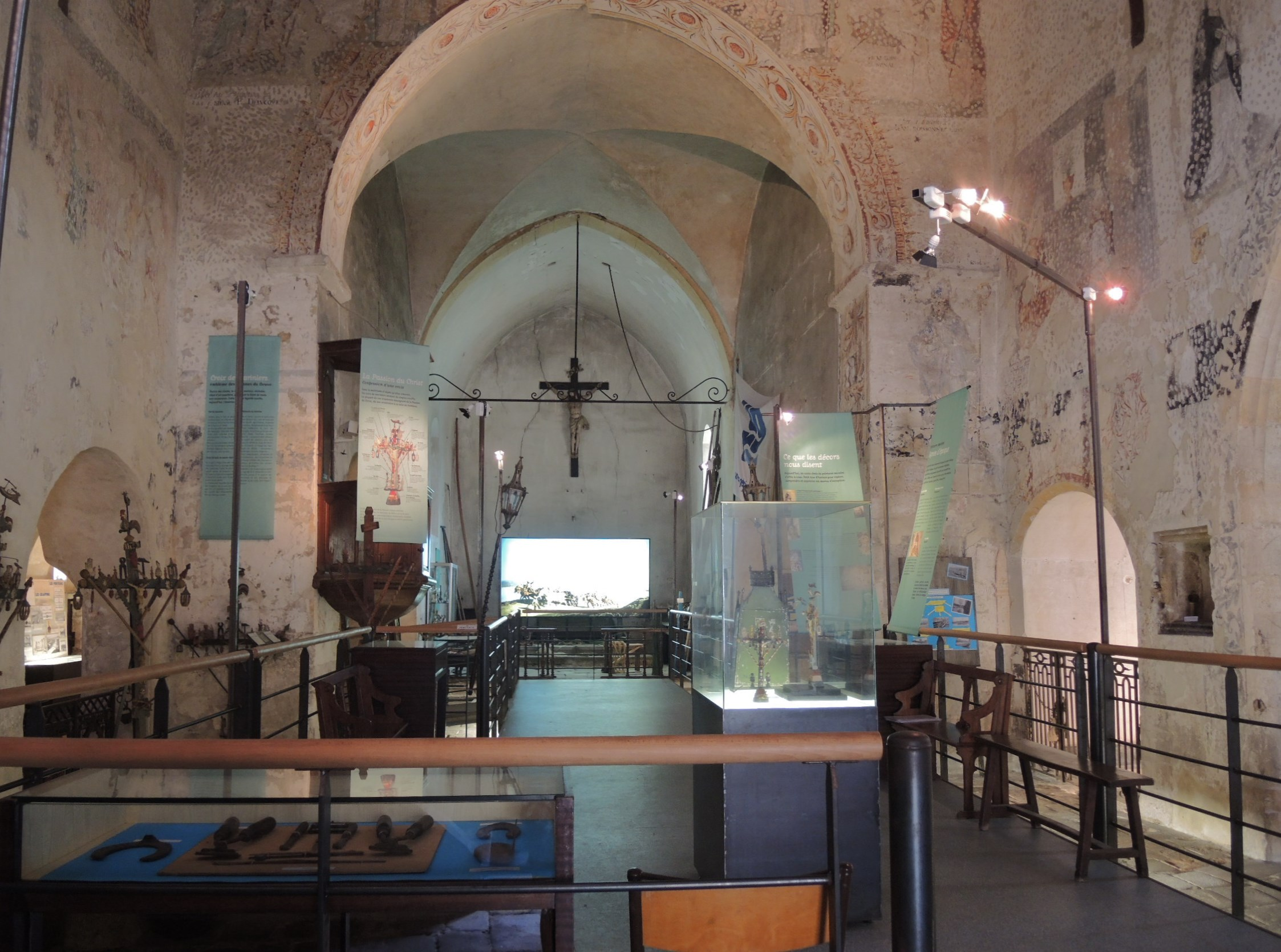
Le musée des Mariniers s'est installé dans l'ancienne église Saint-Sornin.

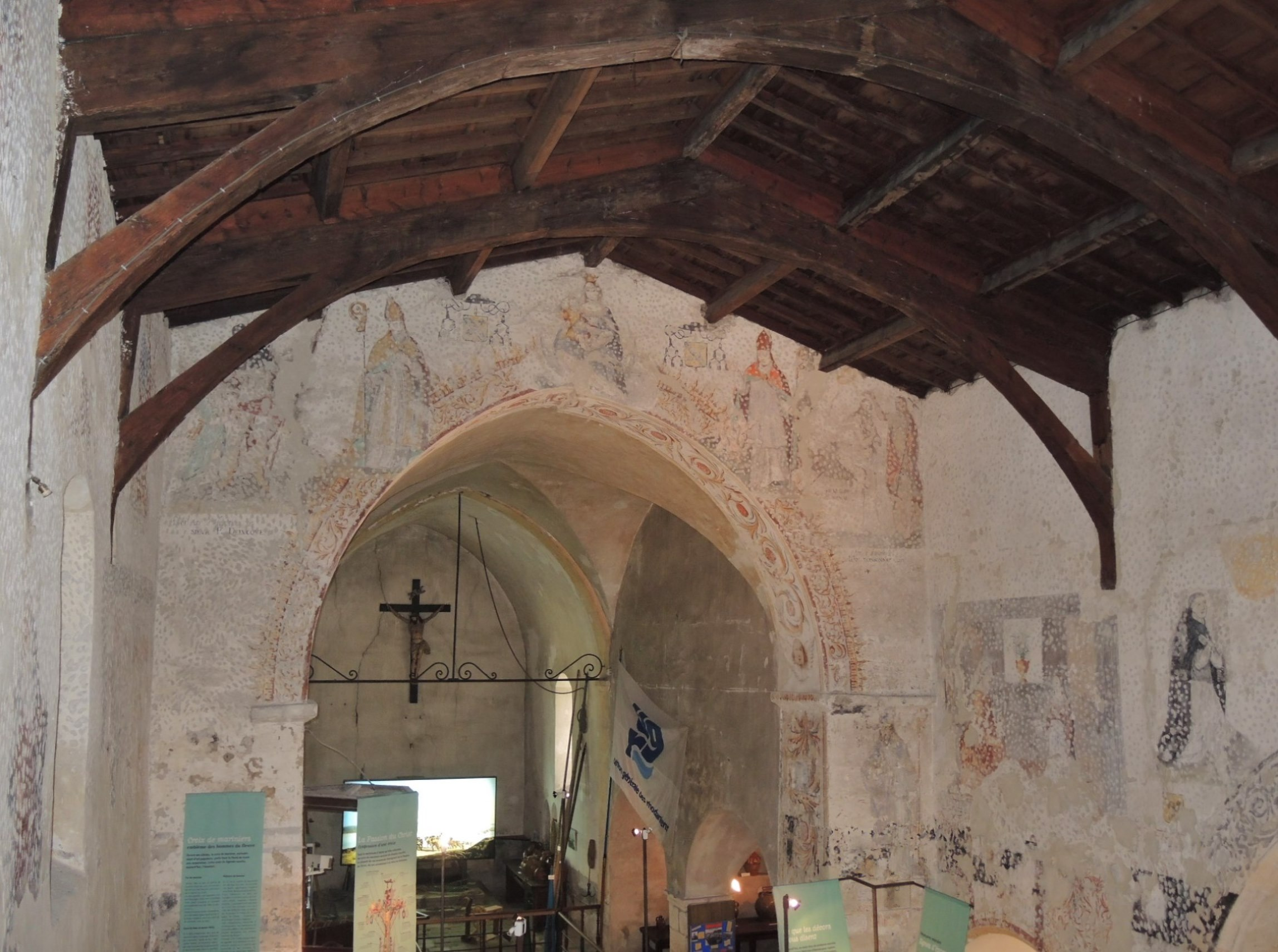
Des peintures anciennes et une charpente construite sans doute par des mariniers.

Les vieux quartiers sont nettement plus attrayants. Au sud, le quartier Saint-Sornin comprend le musée des Mariniers installé dans l'ancienne église Saint-Sornin (XIIe siècle) dont la charpente de châtaignier (XIVe siècle) est construite en « cul de barque », certainement par des mariniers. Des peintures récemment mises au jour ornent les murs de l'église (certaines du XIVe siècle). Ce musée comporte des croix de mariniers, d'ancien plastrons de joute nautique, ainsi que divers outils utilisés par les mariniers du Rhône. Ce musée devrait prochainement s'agrandir, car seule une infime partie de la collection est exposée. Dans une aile de l'église-musée se trouvent les « mandulons ». Il s'agit de centaines d'ossements dont quatre corps momifiés, ici depuis le XVIIe siècle. Longtemps le mystère a plané sur ces corps. Victimes d'épidémies? des guerres de religion? Il semblerait qu'en fait ces ossements soient issus d'une fosse commune, dont les anciens « occupants » furent entreposés là. Les corps momifiés auraient été des défunts entreposés ici car le cimetière était submergé par une crue du Rhône. L'hydrométrie particulière de ce lieu aurait permis une momification naturelle de ces cadavres.

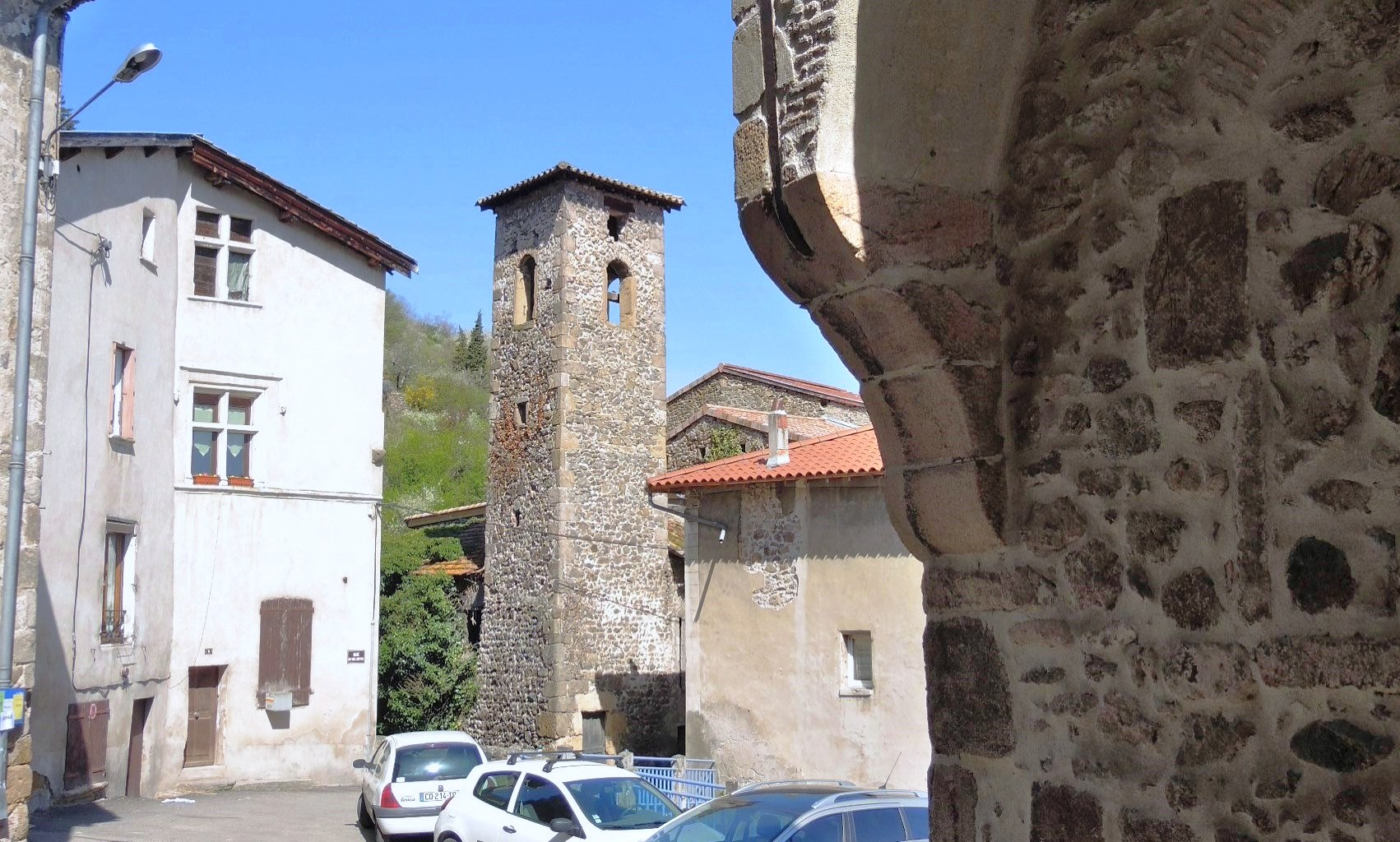
De l'architecture ancienne sur la place du Tromph.

L'autre quartier historique du village est plus au nord, il s'agit du quartier du Tromph. Situé juste en dessous de l'ancien château. Le quartier tient son nom de la fontaine du Tromph, petite et sans prétention et aujourd'hui transformée en bac à fleurs, mais qui daterait de la fin des guerres de Religion (le "triomphe" de la Raison). À noter que le bac de cette fontaine est un sarcophage gallo-romain réutilisé à cet effet par les Serrièrois de l'époque.
Le Musée de l’Étrange a été ouvert récemment par des particuliers. Il rassemble des collections à la fois intéressantes et pittoresques. Collections de minéraux, d'objets issus de fouilles archéologiques, objets relatifs à l'alchimie ou à la sorcellerie, collection de reliquaires et d'objets religieux anciens.

### Immeubles protégés et Monuments historiques
- Chapelle Notre-Dame-de-Pitié dite Tour des Pénitents (XVIIe siècle)

Façades et toitures : inscrite par arrêté le 30 mai 1984
- Chapelle de Saint-Sornin (XIVe siècle)

Nef classée par arrêté le 2 août 1932
Chapelle classée par arrêté le 22 décembre 1937
- Croix de chemin (3e quart XVIIe siècle)

Croix de chemin en granit, datant de 1663, à l'entrée du village : inscrite par arrêté le 15 novembre 1926. Cette croix fut détruite par un camion dans les années 1950.

### Patrimoine naturel
La réserve naturelle de l'Île de la Platière s'étend pour partie sur le territoire de Serrières.

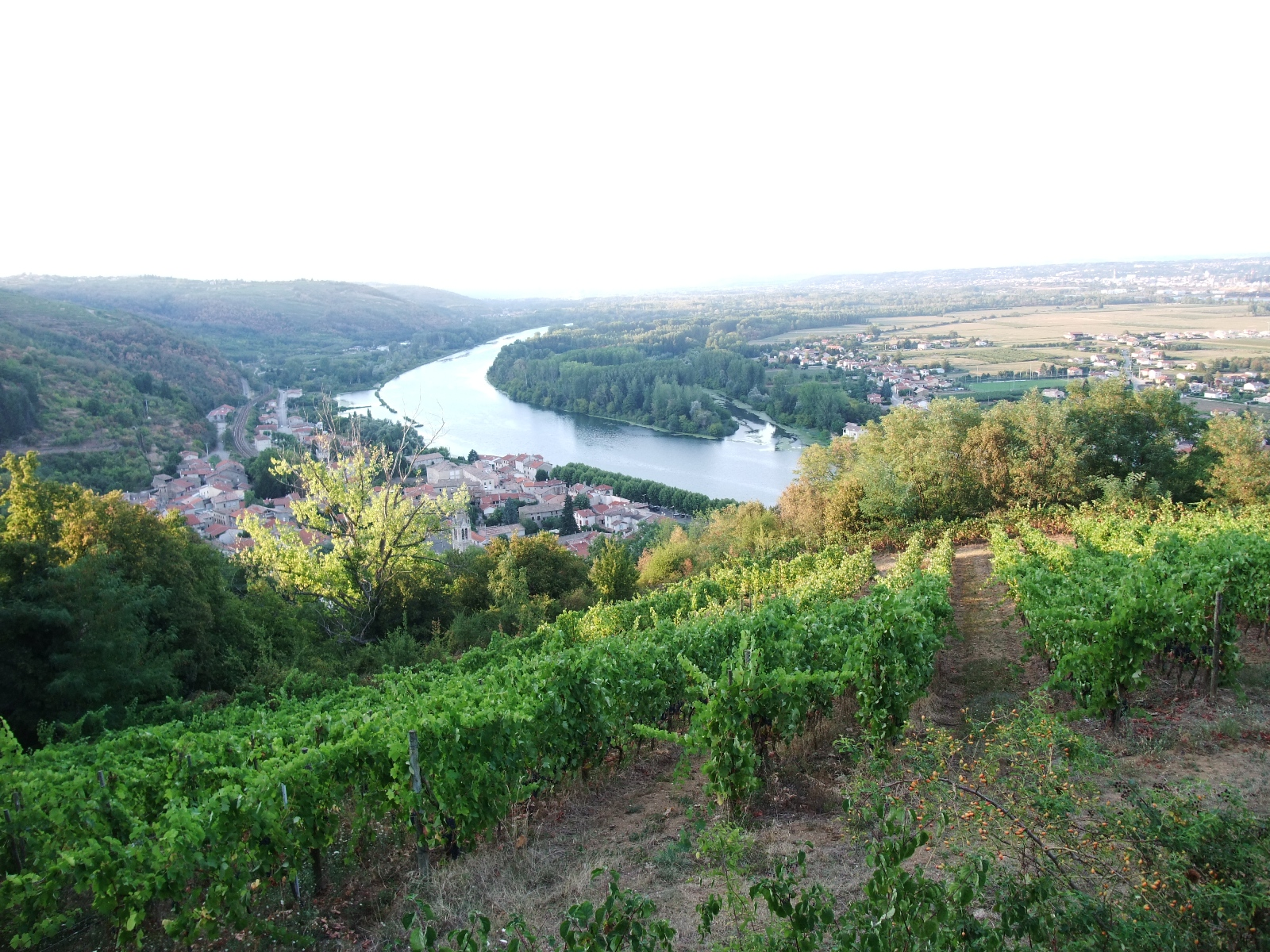
De l'autre côté du Rhône, l'île boisée de la Platière, réserve naturelle.

Le Smirclaid au chevet de l'ancien Rhône
Le détournement du Rhône a considérablement affaibli le débit du « vieux Rhône ». Son environnement en a subi un certain assèchement pour les rives, les bras secondaires, mais aussi pour la nappe phréatique souterraine. Le Smirclaid (Syndicat Mixte du Rhône Court-circuité Loire Ardèche Isère Drôme) a été fondé pour remédier à ces inconvénients. Il regroupe les 9 communes riveraines qui entourent le vieux Rhône, entre Saint-Pierre-de-Bœuf et Peyraud. De premières mesures ont pu être prises récemment.
En 2014, le débit du vieux Rhône a été multiplié par 3 à 5 selon les saisons : passant de 10–20 m3/s à 50–100 m3/s. Avec comme conséquence une augmentation du niveau d'eau. L'opération doit être favorable aux arbres des berges et à la faune. Elle doit permettre aussi de mieux remplir la nappe phréatique.
Le Smirclaid a aussi en projet la remise en eau de 13 lônes sur 7 km. La lône de la Sainte a été ainsi récemment rouverte à Peyraud.
Des interventions ont aussi commencé sur les casiers Girardon de la fin du XIXe siècle : ces épis installés dans le lit à partir des berges avaient permis de rétrécir le chenal principal de navigation et de l'approfondir d'1,5 mètre. Leur enlèvement permettra la circulation de l'eau au plus près des berges et donc l'écoulement des dépôts accumulés.
Le seuil de Peyraud avait été construit en 1979 pour maintenir une certaine hauteur à la nappe phréatique. Il recevra une passe à poissons.
L'eau de la nappe phréatique tend à devenir insuffisante. Des répartitions devront être maintenant négociées entre ses utilisateurs : industriels du Péage de Roussillon, activités de la zone industrialo-portuaire de Salaise/Sablons, agriculteurs, syndicats d'eau potable.

### Personnalités liées à la commune
- Marie-Ludovic Roche (1828-1880), évêque de Gap.
- Jules Roche (1841-1923)
- Isidore Cuminal (1863-1938)
- Auguste Vincent (1864-1915), homme politique né à Serrières, sénateur de l'Ardèche de 1912 à 1915.
- Jacques-Étienne Montgolfier (1745–1799), un des frères Montgolfier (mort à Serrières)
- Uncommonmenfrommars, groupe de rock français, est originaire de Serrières
- Adrienne Clostre (1921-2006)
- Robert Biset (décédé en 2006)
- Albert Gleizes (1881-1953)
- Gustave Toursier (1869-1950), fondateur en 1896 des Guides Pol, premiers guides touristiques de France.
- Davy Mourier (né en 1976), auteur de bandes dessinées, scénariste, acteur, réalisateur, comédien de stand-up, animateur de télévision.
- Jean-Marcel Héraut-Dumas (1920-1982), peintre, graveur et illustrateur. Il a vécu quelques années à Serrières et avait son atelier rue des Écoles (La Petite Baronnie).

### Héraldique
| Blason de Serrières | Blason  | D'azur semé de fleurs de lys d'or, à la gerbe de blé du même. DevisePlus est en nous                                          |
| Blason de Serrières | Détails | Adopté par la municipalité sous la Révolution.                                                                                |
| Blason de Serrières | Alias   | D'hermine au chevron losangé d'or et d'azur. Blason attribué par Charles d'Hozier dans l'Armorial général de France, en 1696. |

## Pour approfondir